# Boeing 777
Dimensions
Le Boeing 777 ou B777, parfois surnommé triple sept dans le milieu aérien, est un avion de ligne gros porteur, long courrier et biréacteur construit par la société Boeing depuis 1993. Entré en service en 1995, il est le plus grand biréacteur au monde, avec une capacité de 300 à 550 passagers et une distance franchissable variant de 9 695 à 17 370 km selon les modèles. Il est reconnaissable par le grand diamètre de ses turboréacteurs sous les versions : GE90 (General Electric) modèle 90, PW4000  (Pratt & Whitney) modèle 4000, Rolls-Royce Trent 400 (Rolls-Roys), ses six roues sur chaque train d'atterrissage arrière et son fuselage de section circulaire se terminant en forme de lame.
Face à la montée en puissance de la concurrence durant les années 1980, Boeing innova pour développer cet appareil en établissant un partenariat avec huit grandes compagnies aériennes et en concevant intégralement l'avion par ordinateur. L'avionneur introduisit à cette occasion des techniques de pointe : une voilure supercritique, des commandes de vol électriques, et un pilotage assisté par ordinateur. Boeing compléta ainsi sa gamme en offrant une capacité intermédiaire entre le 767 et le 747, ce qui permettait le remplacement de modèles antérieurs de gros-porteurs.
En 2013, il devient le gros porteur le plus vendu dans l'histoire de l'aviation. En septembre 2019, le carnet de commandes de Boeing compte 2 049 commandes pour le 777 dont 1 616 ont été livrées, faisant de cet avion un succès commercial pour son constructeur. Les principaux clients sont Emirates, Qatar Airways et Singapore Airlines avec respectivement 289, 143 et 105 appareils commandés. En juillet 2018, 1 416 appareils sont en service dans les compagnies aériennes ; le principal opérateur est Emirates avec 163 appareils dans sa flotte. En Europe, le principal client du 777 est la compagnie Air France, avec 63 appareils (Boeing 777) dans sa flotte, en versions 200ER, 300ER et 777F. En attendant que le B777X entre en service, la production du type classique est définitivement terminée, à l'exception des B777F.

## Histoire

### Nouvelle génération d'appareils
Au début des années 1970, le Boeing 747, le McDonnell Douglas DC-10 et le Lockheed L-1011 TriStar devinrent la première génération d'avions de ligne gros-porteurs de l'histoire de l'aviation moderne à entrer en service. En 1978, Boeing dévoila trois nouveaux projets : le biréacteur 757 pour remplacer le 727 vieillissant, le biréacteur 767 pour concurrencer l'Airbus A300 et le biréacteur Boeing 777 pour rivaliser avec le DC-10 et le L-1011,,. Les appareils de taille moyenne 757 et 767 connurent un vif succès auprès des compagnies aériennes dès leur entrée sur le marché en raison, entre autres, de la modification d'un règlement de l'Organisation de l'aviation civile internationale (OACI) datant des années 1980 : l'Extended-range Twin-engine Operation Performance Standards (ETOPS) qui régule la circulation transocéanique des avions biréacteurs commerciaux. Ce règlement autorise les biréacteurs à choisir une route les éloignant d'au maximum trois heures de leurs aéroports de déroutement d'urgence. En vertu des règles de l'ETOPS, les compagnies aériennes purent exploiter le B767 sur de longues routes aériennes transocéaniques dont le trafic ne justifiait pas de plus gros avions. Boeing abandonna alors son projet de 777 triréacteur sur la base d'études de marché qui favorisaient les modèles 757 et 767. L'avionneur se retrouva ainsi avec un segment vide dans sa gamme, en termes de capacité et de distance franchissable, entre le 767-300ER et le 747-400.
À la fin des années 1980, les modèles DC-10 et L-1011 approchaient de leur fin de service. Trois constructeurs restaient en lice pour leur remplacement ; McDonnell Douglas travaillait sur le MD-11, une version allongée et améliorée du DC-10, tandis qu'Airbus développait ses A330 et A340. En 1986, Boeing dévoila des propositions d'une version agrandie du B767, nommée alors 767-X. Le projet initial comprenait un fuselage plus long que le 767 existant, ainsi que des ailes plus grandes dotées de winglets. Des plans ultérieurs prévoyaient d'agrandir la section du fuselage mais conservaient le cockpit du 767 existant, ainsi que le nez et d'autres éléments.
Le projet du 767-X ne suscita que peu d'enthousiasme auprès des compagnies aériennes qui demandaient une section de fuselage plus large, des aménagements intérieurs entièrement configurables, un avion efficace tant en moyen-courrier qu'en très long courrier, et un coût d'exploitation inférieur aux B767 existants. Les exigences des compagnies aériennes pour des avions toujours plus gros engendrèrent une concurrence accrue entre les constructeurs aéronautiques. En 1988, Boeing comprit que la seule réponse possible était un tout nouveau modèle. La société opta pour un biréacteur étant donné le succès passé de cette configuration et les évolutions en cours des certifications ETOPS qui allaient autoriser dès la sortie de l'appareil son survol des océans. Elles allaient rendre plus coûteuses en carburant et en maintenance des configurations tri et quadriréacteurs conçues autour des certifications précédentes, telles l'Airbus 340. Le 8 décembre 1989, elle commença à soumettre des propositions aux compagnies aériennes pour acquérir le 777. Alors que Boeing était resté jusque-là sur des conceptions traditionnelles, Airbus avait misé sur les techniques de pointe. Boeing perdait ainsi des parts de marché et décida donc d'adopter ces techniques mais aussi de modifier fondamentalement ses méthodes de conception et de fabrication.

### Conception

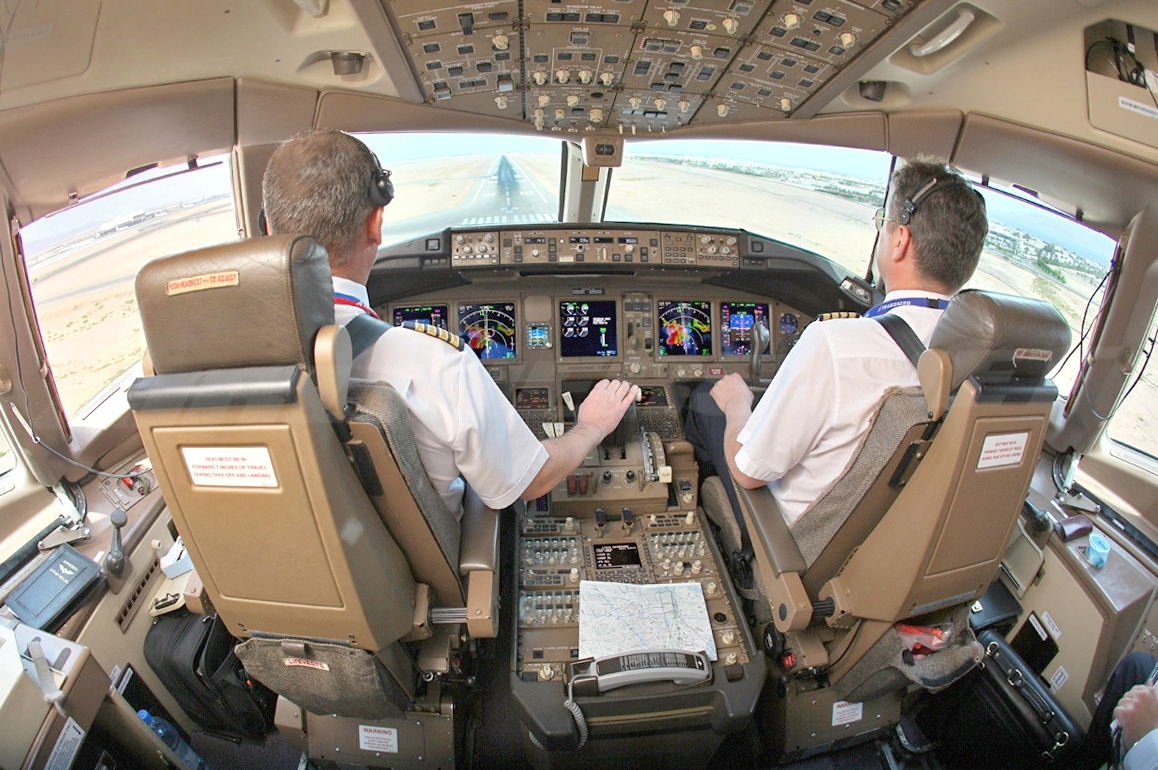
Planche de bord tout écran d'un 777‑200ER de Transaero Airlines.

La phase de conception du nouveau biréacteur de Boeing fut différente de celles des modèles antérieurs. En effet, pour la première fois, huit compagnies aériennes majeures — All Nippon Airways, American Airlines, British Airways, Cathay Pacific, Delta Air Lines, Japan Airlines, Qantas et United Airlines — participèrent à la conception de l'avion de ligne, méthode choisie par l'avionneur pour répondre au mieux aux demandes de ses clients et rattraper son retard sur cette gamme. Ce fut une première dans l'histoire de la construction d'avions civils qui jusqu'alors étaient conçus en ne prenant que très peu en compte les remarques des clients. Ces huit compagnies furent nommées au sein de Boeing, le groupe « working together ». Lors de la première réunion du groupe en janvier 1990, un questionnaire de 23 pages fut distribué pour recueillir les spécifications souhaitées du nouveau modèle. En mars 1990, Boeing s'était mis d'accord avec elles sur un avion de section de la cabine proche de celle du 747, une capacité maximale de 325 passagers, un aménagement intérieur flexible, une planche de bord tout écran, des commandes de vol électriques, et un coût du siège × kilomètre inférieur de 10 % à l'A330 et au MD-11.
Le 14 octobre 1990, United Airlines devint le client de lancement du 777, commandant 34 appareils équipés de moteurs Pratt & Whitney, d'une valeur de 11 000 000 000 $ américains et posant des options pour 34 autres avions,. La phase de conception coïncidait avec le programme de remplacement des DC-10 vieillissants d'United Airlines. La compagnie spécifia que le 777 devait être capable de voler sur trois lignes de son réseau : Chicago-Hawaï, Chicago-Europe et Denver-Hawaï, un vol direct à partir d'un aéroport en altitude, dans un milieu connaissant de fortes températures. United considérait que la certification ETOPS était une priorité compte tenu de ses dessertes vers Hawaï. En janvier 1993, des équipes de développeurs et de créateurs d'United Airlines et d'autres compagnies aériennes se réunirent avec les concepteurs de Boeing à l'usine d'Everett. Les 240 équipes de créateurs comptaient chacune jusqu'à 40 membres. Elles abordèrent alors 1 500 questions de conception sur les différents composants de l'avion. Le diamètre du fuselage fut augmenté sur demande de Cathay Pacific et le modèle de base allongé pour satisfaire All Nippon Airways ; British Airways demanda que des tests de l'appareil (tels que des tests moteurs) soient intégrés et réclama un aménagement intérieur flexible ainsi qu'une masse maximale plus élevée pour le modèle de base du 777.
Le B777 fut le premier avion commercial à avoir été complètement conçu sur ordinateur,, grâce au logiciel de conception assistée par ordinateur (CAO) CATIA de Dassault Systèmes. Ce logiciel permet de concevoir des pièces en trois dimensions et de les assembler virtuellement. On peut ainsi s'assurer du bon ajustement des milliers de pièces de l'appareil, détecter les risques d'interférences entre les composants et donc réduire le nombre et le coût des modifications. Boeing développa son propre système de visualisation haute-performance, FlyThru, renommé plus tard IVT pour Integrated Visualization Tool (outil de visualisation intégré). Ce logiciel sert à l'échange des plans de conception pour des projets à grande échelle, à produire des illustrations et d'autres données hors du champ de l'ingénierie,. Au départ Boeing n'était pas convaincu des capacités de CATIA et construisit une maquette du nez de l'avion afin de vérifier les résultats obtenus par CAO. Les résultats furent concluants et les autres maquettages furent annulés.

### Production et essais
Boeing choisit d'utiliser l'usine d'Everett dans l'État de Washington, lieu de production du 747, comme site de l'assemblage final du 777 et d'internationaliser la sous-traitance pour partager les risques industriels du 777. La production fut organisée à l'échelle mondiale et atteignit un niveau qui ne fut dépassé que par le Boeing 787. Pour sa sous-traitance hors États-Unis, Boeing fit notamment appel à Mitsubishi Heavy Industries et Kawasaki Heavy Industries pour les panneaux du fuselage, Fuji Heavy Industries pour les parties centrales des ailes, Hawker de Havilland pour les gouvernes de profondeur et Government Aircraft Factories pour les dérives. Un accord entre Boeing et la Japan Aircraft Development Corporation, représentant les investisseurs japonais de l'aérospatiale, conclut à un partage des risques à une hauteur de 20 % pour l'ensemble du développement. Au lancement du 777-200, Boeing donna aux compagnies aériennes le choix entre trois options de propulsion. Les motoristes General Electric, Pratt & Whitney et Rolls-Royce plc se mirent d'accord pour développer des réacteurs de poussée supérieure à 340 kN pour propulser ce qui devait être le plus grand biréacteur de l'époque.

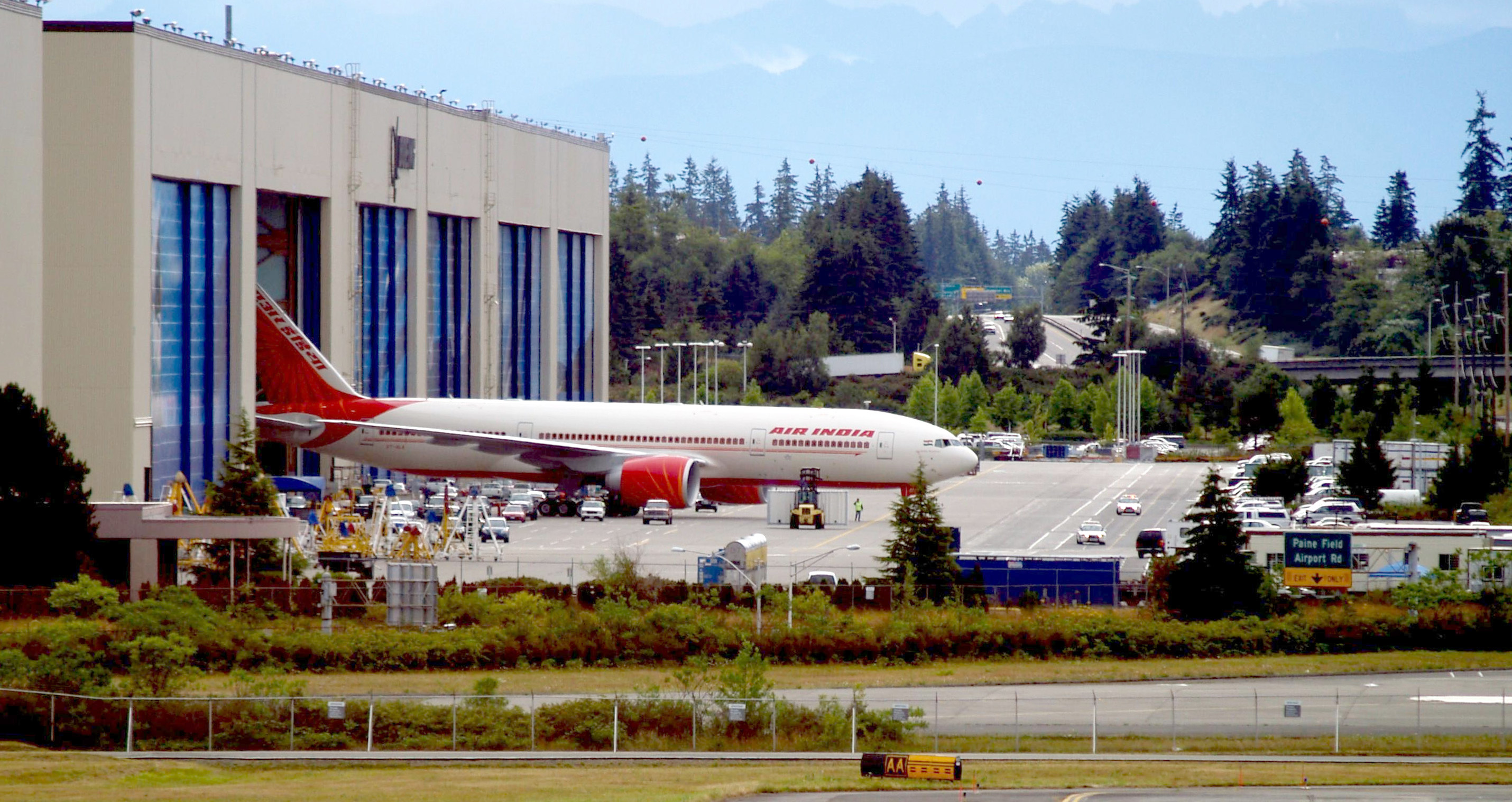
Un Boeing 777-200LR d'Air India devant l'usine Boeing à Everett.

Boeing adapta sa chaîne de production à son projet, et doubla la taille de son usine à Everett pour un coût d'environ 1,5 milliard de dollars, celle-ci accueillant deux nouvelles lignes de montage. De nouvelles méthodes de production furent développées. Ce fut par exemple le cas avec une machine capable de faire pivoter les sous-ensembles du fuselage de 180e, permettant aux ouvriers d'accéder facilement aux parties hautes de l'appareil. L'assemblage du premier avion commença le 4 janvier 1993. Dès le début de la production, Boeing avait enregistré 118 commandes et 95 options pour son futur appareil, émises par 10 compagnies aériennes. L'investissement total de Boeing dans le programme était alors estimé à 4 milliards de dollars et celui des autres fournisseurs à 2 milliards de dollars.
Le 9 avril 1994, le premier 777, immatriculé WA001, sortit de l'usine Boeing. Quinze cérémonies furent organisées ce jour-là pour accueillir les 100 000 invités. Le premier vol eut lieu le 12 juin 1994, sous la responsabilité du pilote d'essai John E. Cashman. Il marqua le début de 11 mois de tests en vol et au sol, les plus intenses menés par Boeing jusqu'alors. Neuf appareils équipés de moteurs General Electric, Pratt & Whitney et Rolls-Royce furent testés dans différentes conditions climatiques, depuis les chaleurs du désert de la base d'Edwards en Californie jusqu'aux froids polaires de l'aéroport international de Fairbanks en Alaska. Pour satisfaire aux règlements ETOPS, huit vols de 180 minutes sur un seul moteur furent effectués. Le premier aéronef construit fut utilisé par Boeing d'une part pour la campagne de contrôles non destructifs de 1994 à 1996 et d'autre part pour recueillir des données pour la conception du 777-200ER et du 777-300. Les essais en vol furent probants et le 777 obtint simultanément la certification de navigabilité de la part de la Federal Aviation Administration (FAA) et des Joint Aviation Authorities (JAA), le 19 avril 1995.

### Entrée en service

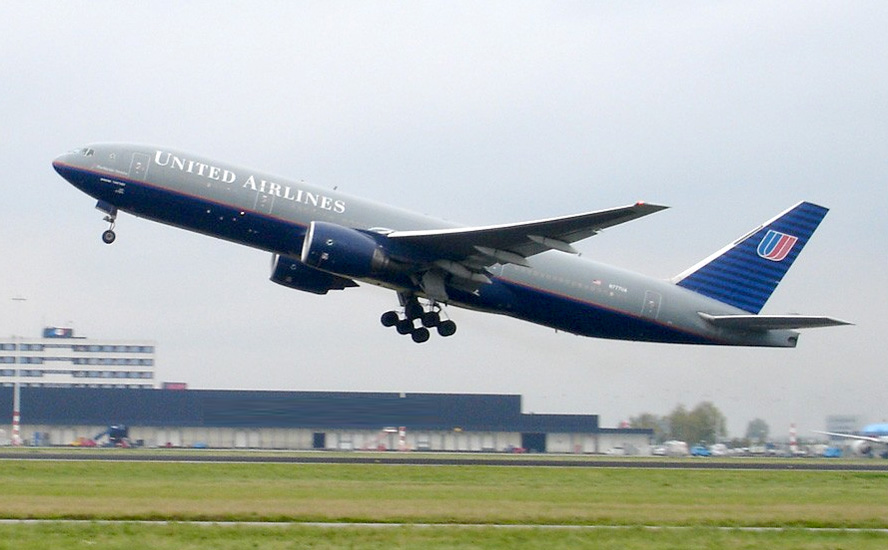
Le tout premier Boeing 777-200 en service, au sein de la flotte de United Airlines. Son immatriculation est N777UA.

Boeing livra le premier 777 à United Airlines le 15 mai 1995,. La FAA attribua l'autorisation ETOPS-180 pour l'appareil motorisé avec des Pratt & Whitney PW4000 le 30 mai 1995, faisant du 777 le premier avion de ligne à bénéficier de l'autorisation ETOPS-180 dès son entrée en service. L'accroissement de l'autorisation ETOPS portée à 207 minutes fut obtenue par le 777 le mois d'octobre suivant. Cette extension de facto sans débat de la part de la FAA souleva des interrogations de la part de syndicats de pilotes et d'Airbus. Le premier vol commercial du 777 eut lieu le 7 juin 1995, de l'aéroport de Londres Heathrow à l'aéroport international de Washington-Dulles.
Le 12 novembre 1995, Boeing livra son premier modèle équipé de moteurs General Electric GE90-77B à British Airways qui mit l'appareil en service cinq jours plus tard. La première mise en service fut perturbée par des problèmes d'usure de paliers dans le réducteur mécanique, qui obligèrent la compagnie à retirer ses 777 des vols transatlantiques en 1997. British Airways remit ses appareils en service plus tard cette même année, et General Electric annonça des améliorations sur ces moteurs.
Le premier 777 équipé de moteurs Rolls-Royce Trent 877 fut livré à Thai Airways International le 31 mars 1996, achevant l'introduction des trois moteurs différents conçus pour l'avion de ligne. Les trois motorisations différentes de l'avion obtinrent la certification ETOPS-180 dès leurs entrées en service. En juin 1997, Boeing comptait 323 commandes de 777 de la part de 25 compagnies aériennes, dont des clients satisfaits qui avaient déjà reçu des 777 et qui en désiraient plus. Les premières données d'exploitation et de performances sur les vols long-courriers furent satisfaisantes, ce qui entraîna des commandes supplémentaires. En 1998, les chiffres de l'ingénierie de fiabilité indiquèrent que 99,96 % des décollages du 777 eurent lieu sans retard lié à des problèmes techniques avec l'ensemble des 777 accumulant 900 000 heures de vol.

### Premières variantes

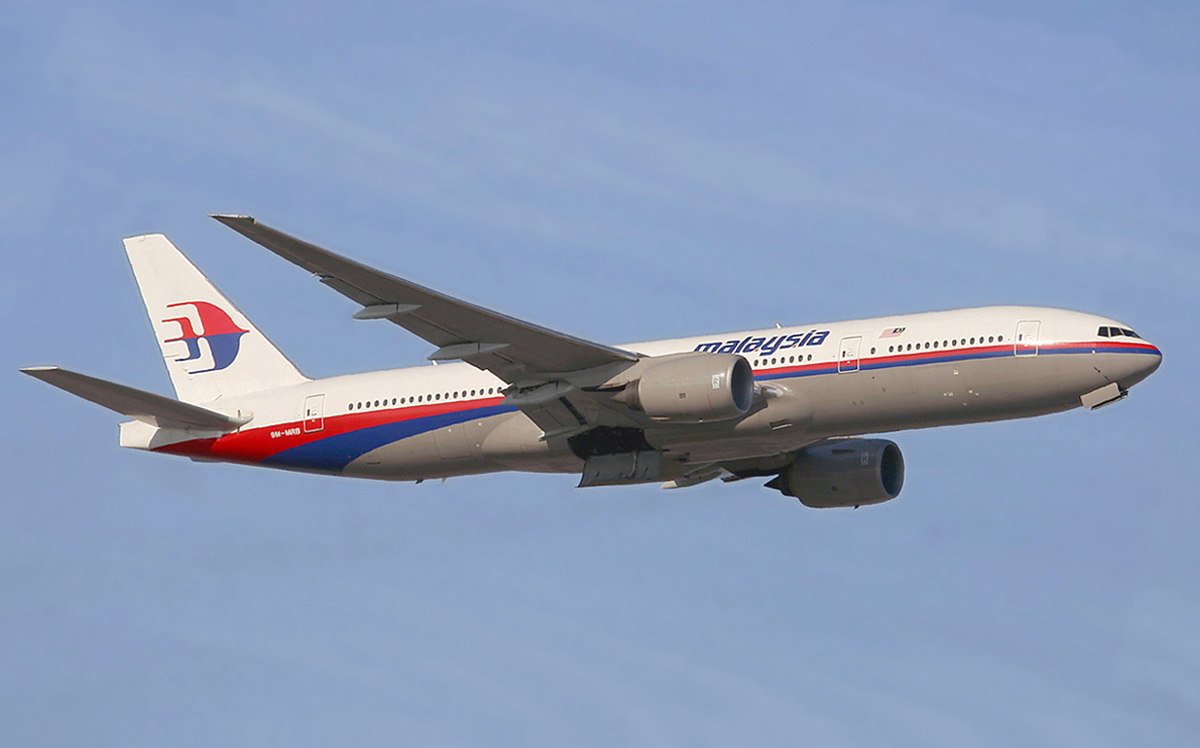
Un Boeing 777-200ER de la compagnie Malaysia Airlines.

Après son modèle de base, Boeing développa une variante du 777-200 avec une masse totale en charge augmentée, une autonomie prolongée et une charge utile plus importante. Air France pousse au développement de ce modèle à très long rayon d'action intermédiaire entre les Boeing 767 et 747 pour desservir sans escale Singapour ou Jakarta de préférence aux Airbus A340-500/600 malgré les pressions politiques françaises. Initialement dénommé 777-200IGW, le 777-200ER vola pour la première fois le 7 octobre 1996, reçut les certifications de la FAA et de la JAA le 17 janvier 1997 et entra pour la première fois en service le 9 février 1997 au sein de la flotte de British Airways. Offrant de meilleures performances sur les vols longs-courriers, cette version du 777 devint la plus commandée dès le début des années 2000. Le 2 avril 1997, un Boeing 777-200ER Super Ranger de Malaysia Airlines parcourut le demi grand cercle sans escale, reliant l'aéroport de Boeing (Seattle) à Kuala Lumpur, soit une distance de 20 044 km en 21 h 23 min, ce qui constituait un record pour un avion de ligne.
À la suite de la mise sur le marché de cette première variante, Boeing conçut une version allongée du 777. Le 16 octobre 1997, le 777-300 fit son premier vol. Avec une longueur de 73,9 mètres, le 777-300 devint alors le plus long avion de ligne jamais construit (jusqu'à l'A340-600) ; sa capacité globale est 20 % supérieure au modèle standard du 777-200. Le 777-300 reçut les certifications simultanément de la FAA et de la JAA le 4 mai 1998 et entra en service le 27 mai 1998 chez Cathay Pacific,.
Au début de son programme, Boeing avait envisagé de construire des variantes à ultra-longue autonomie. Les premiers plans se concentraient sur un 777-100X, qui aurait été une version plus courte du 777-200, de masse inférieure et à l'autonomie augmentée, comparable au 747SP. Cependant, le 100X aurait transporté moins de passagers que le 777-200 alors qu'il aurait eu des coûts d'exploitation similaires, générant un coût par siège supérieur,. À la fin des années 1990, les plans s'orientèrent de plus en plus vers une variante à plus grande autonomie d'un modèle existant. Un moteur de poussée plus élevée, de l'ordre de 440 kN, étant nécessaire, Boeing sollicita les motoristes : General Electric offrit de développer le moteur GE90-115B alors que Rolls-Royce proposa le moteur Trent 8104. En 1999, Boeing annonça un accord d'exclusivité avec General Electric pour que le 777 soit équipé de moteurs GE90, écartant les propositions concurrentes, notamment de Rolls-Royce.

### Variantes avec une autonomie prolongée

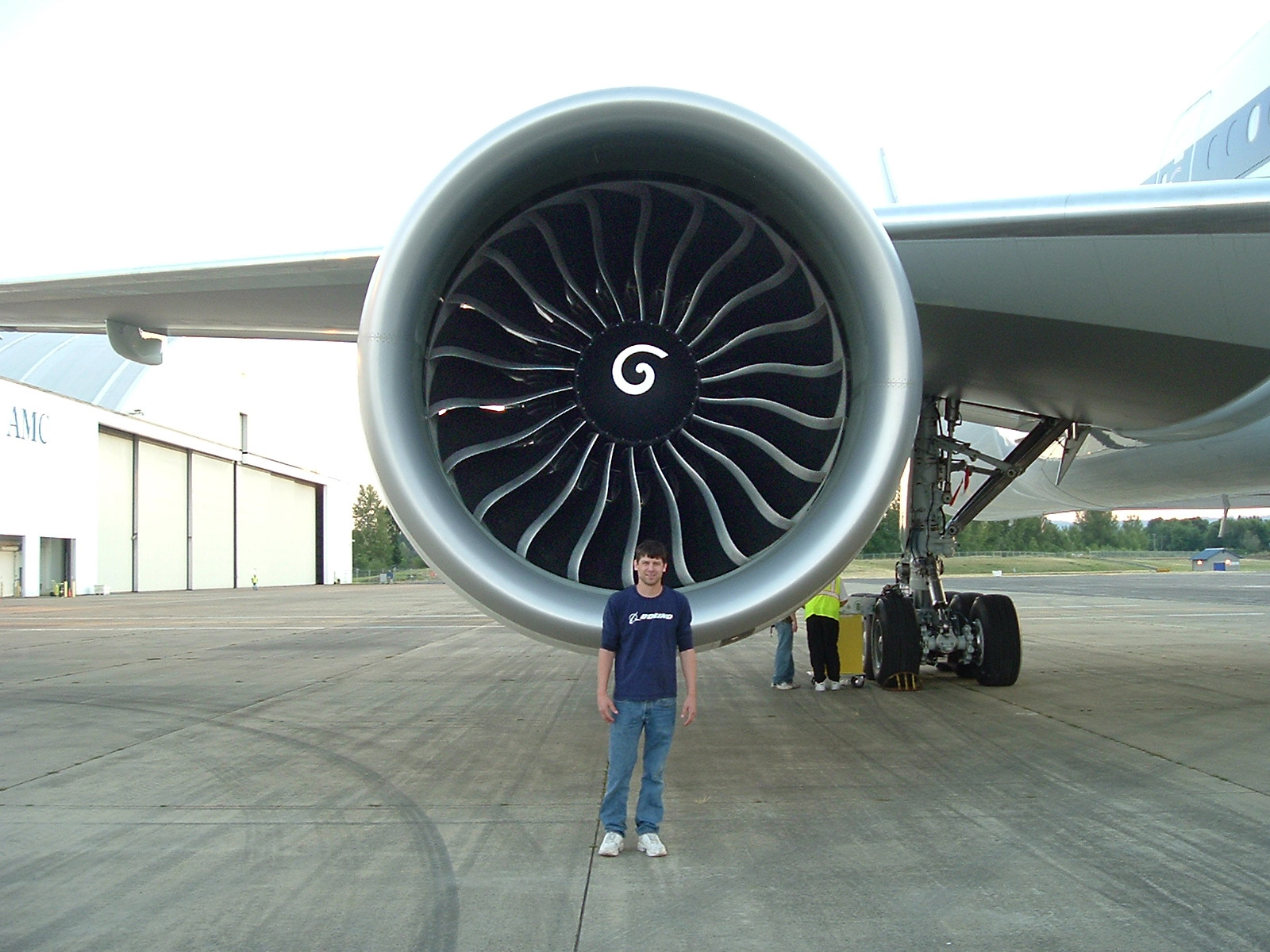
Un moteur GE90 (General Electric GE90) monté sur un 777-300ER avec un ingénieur de la Boeing Company à côté de la nacelle du moteur droit du 777 pour montrer la taille du turboréacteur. Un moteur GE90 est capable à lui seul de propulser cet appareil durant 12 à 14 heures.

Le 29 février 2000, Boeing se lança dans la conception d'une nouvelle évolution de son biréacteur, initialement appelée 777-X et commença ses consultations auprès des compagnies aériennes. Le développement de versions à autonomie prolongée fut ralenti par une baisse de la demande qui dura jusqu'au début des années 2000. Première version à naître du programme sur la demande, le 777-300ER sur l'insistance d'Air France. Il fut lancé avec dix appareils commandés par Air France ainsi que d'autres engagements. Le 24 février 2003, le 300ER opéra son premier vol et la FAA et l'AESA (agence européenne de la sécurité aérienne, successeur de la JAA) certifièrent le modèle le 16 mars 2004. La première livraison à Air France eut lieu le 29 avril 2004. Le 300ER, qui combine la capacité de transport du 777-300 et l'autonomie du 200ER, devint le modèle du 777 le plus vendu à la fin des années 2000. Une des raisons de ce succès vint de la nécessité pour les compagnies aériennes de remplacer leurs quadriréacteurs par des biréacteurs aux coûts d'exploitation plus bas.
La seconde version longue-autonomie à être développée, le 777-200LR, sortit le 15 février 2005 et opéra son premier vol le 8 mars 2005. Le 200LR fut certifié par la FAA et l'AESA le 2 février 2006 et la première livraison à Pakistan International Airlines eut lieu le 26 février 2006. Le 10 novembre 2005, le 200LR établit un nouveau record du plus long vol sans escale d'un avion de ligne en volant 21 602 km de Hong Kong à Londres. Le vol dura  22 h 44 min, surpassant l'autonomie prévue lors de la conception, et fut enregistré dans le livre Guinness des records,.
La version cargo, nommée 777F, sortit le 23 mai 2008. Le vol inaugural du 777F, qui combine la conception structurelle et les caractéristiques moteurs du 200LR ainsi que les réservoirs de carburant du 300ER, eut lieu le 14 juillet 2008. Les certifications de la FAA et l'AESA pour la version cargo furent reçues le 6 février 2009 et la toute première livraison, à la compagnie Air France, eut lieu le 19 février 2009,.

### Variantes ultérieures
Alors qu'au début de sa carrière, le 777 était le second avion de ligne le plus rentable pour Boeing derrière le 747, il est passé au premier rang en 2012. En 2000, les ventes représentaient environ 400 millions de dollars américains des bénéfices avant impôt de Boeing, soit 50 millions de plus que le 747. En 2004, le modèle représentait la majeure partie du chiffre d'affaires « gros-porteurs » de la division Boeing Commercial Airplanes. En 2007, les commandes pour les modèles de seconde génération du 777 approchaient les 350 aéronefs et en novembre de la même année, le carnet de commandes était plein jusqu'à 2012. Avec 356 appareils, il était évalué à 95 milliards de dollars en 2008. En 2010, Boeing révéla ses intentions d'augmenter sa capacité à produire des 777, passant de 5 appareils par mois à 7 au milieu de l'année 2011, puis de porter sa production à 8,3 avions par mois au début de l'année 2013. L'assemblage complet d'un 777-300ER nécessite 49 jours.

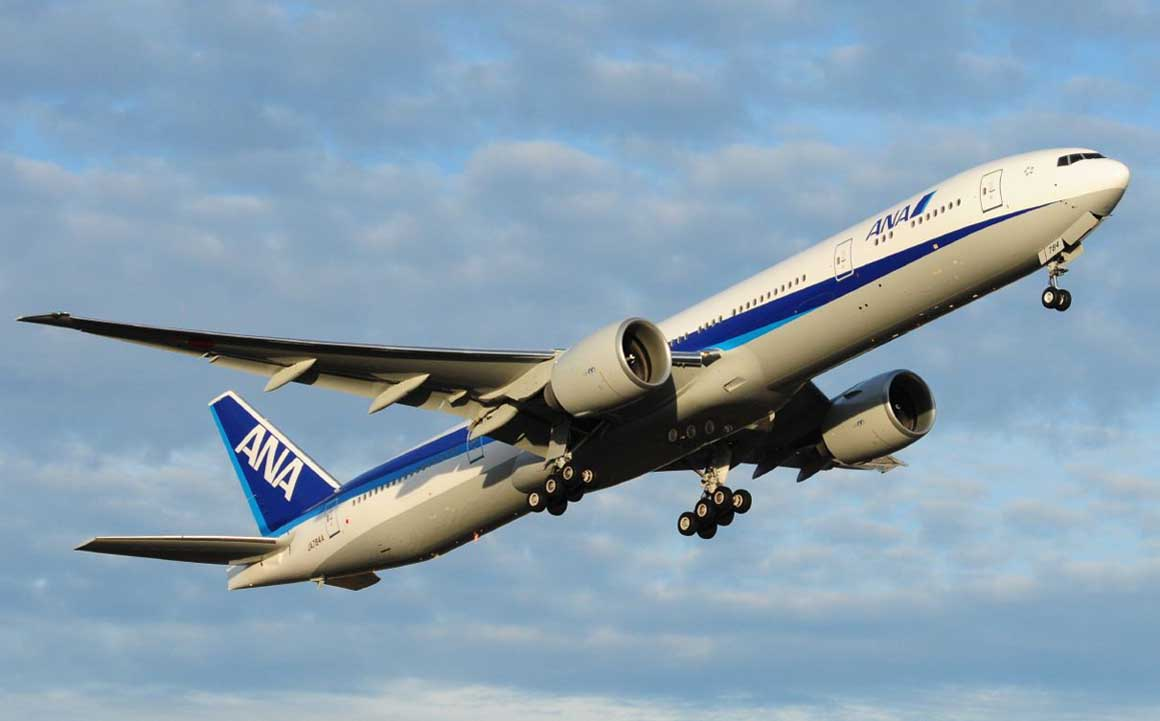
Un Boeing 777-300ER de All Nippon Airways (ANA) au décollage.

À la fin des années 2000, le 777 subissait la concurrence d'Airbus avec son projet d'Airbus A350 XWB, ainsi qu'une concurrence interne des variantes du 787, deux avions de ligne qui promettaient d'importantes économies de carburant. Par conséquent, le 777-300ER fit l'objet d'une série d'améliorations des performances aérodynamiques et motrices pour réduire la traînée et la masse. En 2010, la nouvelle version embarqua un complément de 2 300 kg de carburant, équivalent à l'emport de 20 à 25 passagers supplémentaires. La puissance de ses moteurs GE90-115B1 fut augmentée de 1 à 2,5 % autorisant une masse maximale au décollage supérieure dans les aéroports d'altitude. Des changements supplémentaires dans la conception sont prévus pour fin 2012. Parmi ceux qui sont évoqués, on note l'accroissement de l'envergure, l'usage de matériaux composites pour les ailes, un nouveau groupe propulseur et un fuselage allongé,,.
En septembre 2011, Boeing et General Electric dévoilèrent plus de détails sur deux nouvelles versions du 777, provisoirement nommées 777-8X et 777-9X. Ces projets présentent une envergure augmentée de 64,8 à 71,3 m,.
Le projet du 9X présente une réduction de la masse brute, passant de 352 000 kg actuellement à 344 000 kg. Son fuselage est étendu de 2,62 m par rapport au 300ER, pour atteindre une longueur de 76,5 m et pouvant transporter 405 passagers,. Ces nouvelles variantes devraient entrer en service courant 2019. General Electric a annoncé un projet de moteur légèrement plus petit surnommé le GE9X, pour motoriser un éventuel Boeing 777-9X. Le réacteur comporterait le même diamètre de soufflante que le GE90-115B (325 cm), mais la poussée serait portée à 443 kN pour le 9X contre 390 kN pour le 8X,,. Rolls-Royce et Pratt & Whitney ont également proposé des moteurs pour propulser les nouveaux modèles du 777, dont le concept RB3025, basé sur le Trent 1000 et le Trent XWB et une adaptation du PW1000G pour produire une poussée de 440 kN.

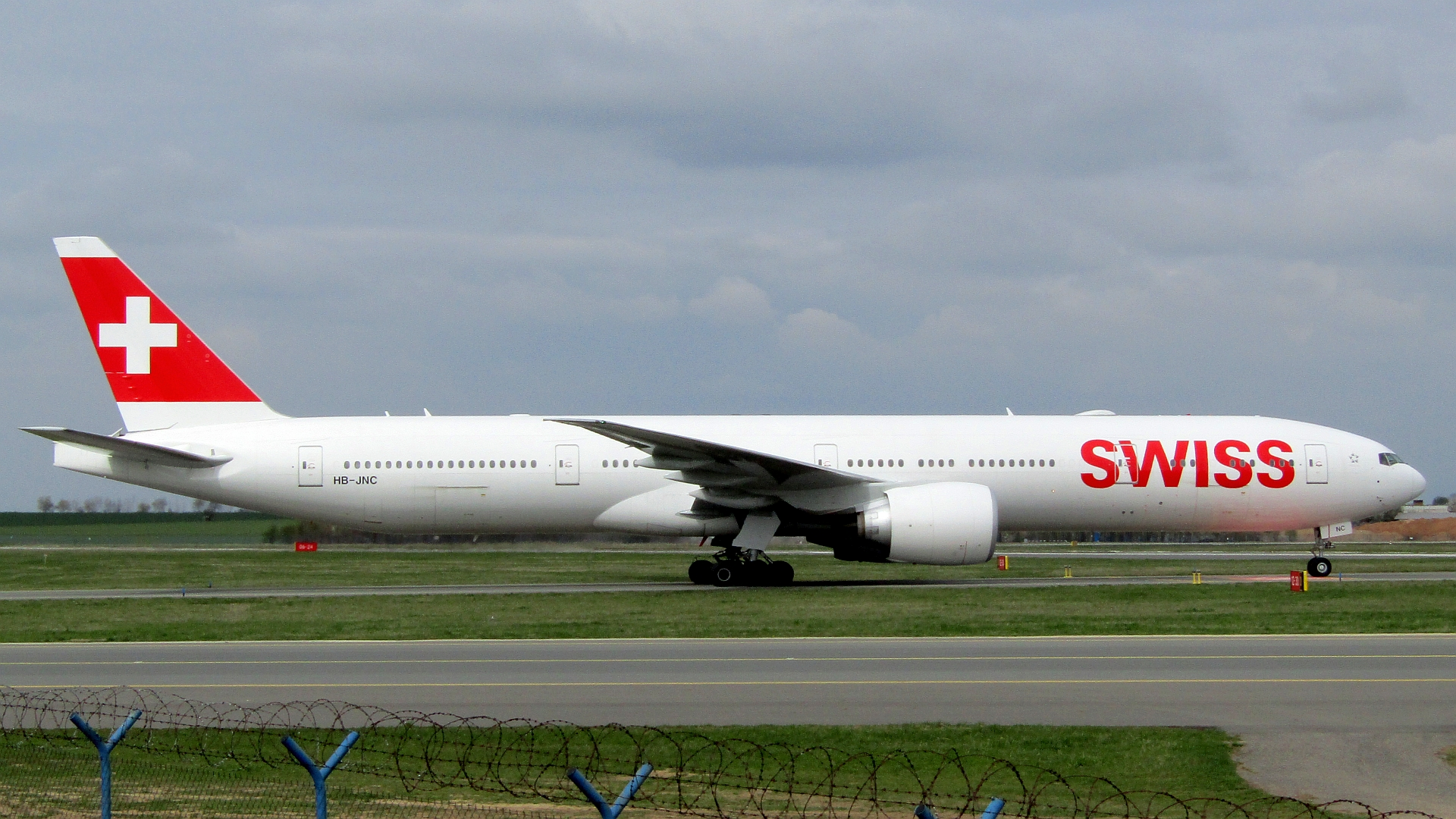
Boeing 777-300ER de Swiss International Airlines sur le tarmac d'un aéroport.

D'après ses annonces, la firme de Seattle étudie également un projet d'avion ultra-long-courrier, nommé 777-8LX, pour remplacer le 777-200LR, qui partagerait les capacités d'emport en carburant et la masse brute du 9X. Sa distance franchissable est annoncée à 17 560 km en légère augmentation par rapport aux 17 400 km du 200LR. Ce projet présente une longueur de fuselage identique pour le 8LX et le 8X : 69,5 m.
En novembre 2011, Boeing commença à assembler son 1000e 777, un modèle 300ER pour Emirates. L'appareil fut achevé en mars 2012. Les Boeing 787 et 777 possédant de nombreuses similarités, la FAA affecta une qualification de type commune au 787 et au 777 fin 2011, autorisant les pilotes qualifiés sur l'un des deux modèles à piloter les deux appareils. Selon les rapports industriels, l'avion pourrait être remplacé un projet Boeing Yellowstone et qui s'inspirerait des technologies du 787.

## Conception

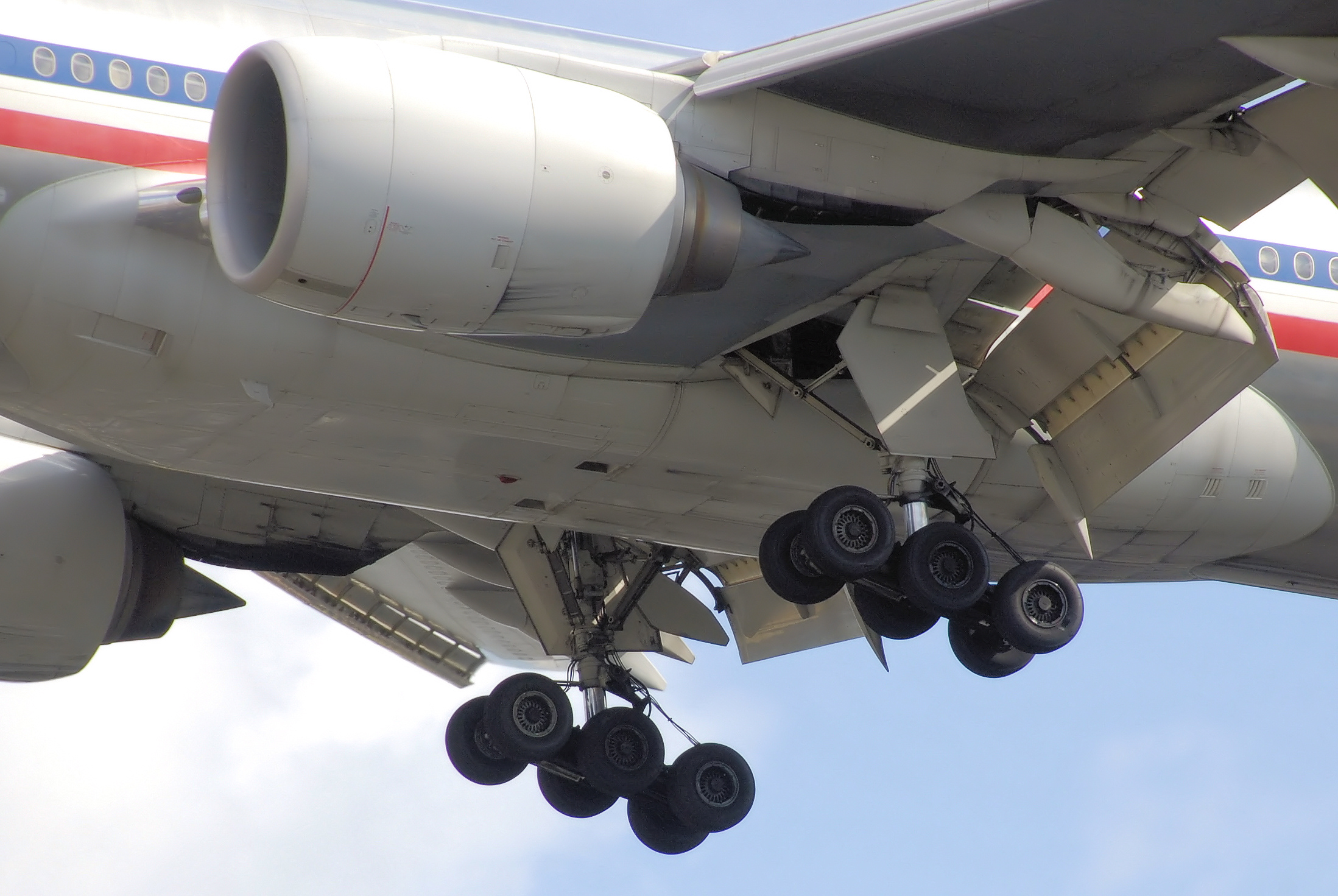
Les réacteurs (GE90), les becs de bord d'attaque (Slats), les volets (Flaps) et les train d'atterrissage (Landing Gear) sortis d'un Boeing 777-200ER d'American Airlines.

Le nombre important de techniques de pointe introduites dans la conception du 777, pour tenter d'égaler son concurrent européen Airbus, firent de cet avion un saut technologique important dans l'offre de l'avionneur. Parmi ces nouveautés, l'introduction dans la gamme Boeing d'une voilure supercritique conditionna nombre de solutions techniques. Ainsi, les commandes de vol électriques entièrement numériques firent leur apparition ainsi qu'une avionique entièrement configurable par logiciel, un écran LCD affichant les informations de bord et, pour la première fois sur un avion de ligne, l'utilisation de la fibre optique pour le réseau d'avionique. Boeing s'inspira de son projet annulé du jet régional, le 7J7 qui utilisait des versions similaires aux techniques choisies pour le 777. En 2003, Boeing proposa l'option de l'electronic flight bag qui transmet des informations aux pilotes dans le cockpit.

### Commandes de vol électriques
En concevant son 777, son tout premier avion commercial équipé de commandes de vol électriques, Boeing décida de conserver les manches plutôt que de les remplacer par des minimanches (colonnes de contrôle), utilisés dans de nombreux appareils à commandes de vol électriques, dont ceux d'Airbus. La présentation du cockpit est simplifiée et conserve des similitudes avec les anciens modèles de Boeing. Le système de commandes de vol électriques est doublé d'une protection du domaine de vol qui filtre les commandes du pilote au travers de l'ordinateur de bord, afin de réduire les risques de décrochage et de limiter les manœuvres trop brusques. Le système peut être coupé par le commandant de bord si celui-ci le juge nécessaire.

### Cellule et systèmes

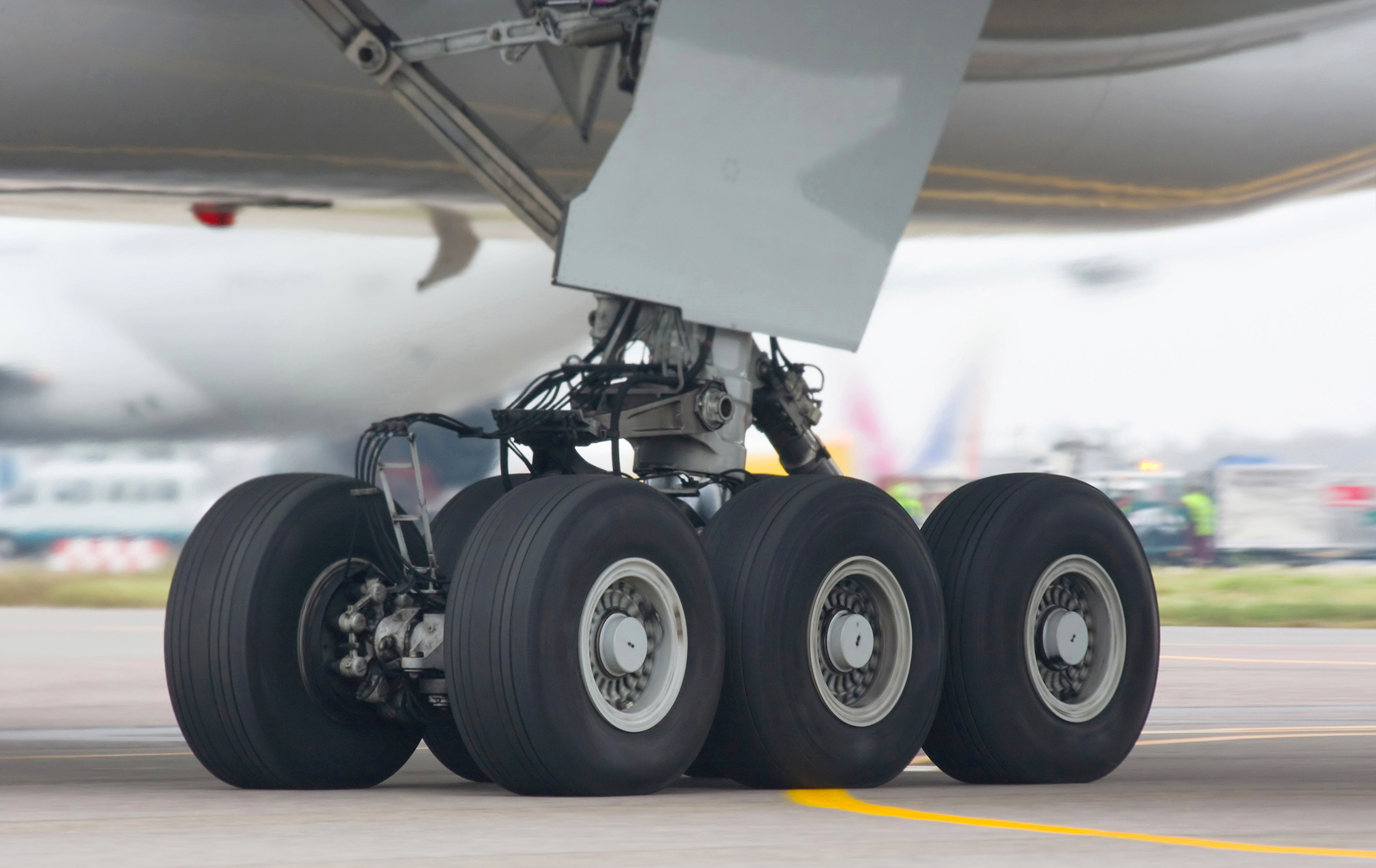
Les six roues du train d'atterrissage arrière-droit d'un Boeing 777-300.

Les ailes du 777 se distinguent des appareils antérieurs de l’avionneur par leur profil supercritique en flèche de 31,6° optimisées pour une vitesse de croisière de mach 0,83 (portée à mach 0,84 après des essais en vol), voilure dont Dassault Aviation a été le premier utilisateur en 1960. Les ailes ont une épaisseur relative accrue ainsi qu'une plus grande envergure, ce qui permet d'augmenter à la fois la charge utile et l'autonomie, de meilleures performances lors du décollage et une altitude de croisière plus élevée. L'emploi d'ailes repliables était envisagé lors du lancement de l'avion pour permettre aux compagnies aériennes d'utiliser pour le B777 des installations aéroportuaires conçues pour des appareils plus petits. Aucune compagnie ne choisit cette option. Les ailes servent aussi de réservoir de kérosène pouvant embarquer jusqu'à 181 300 l de carburant pour les modèles de plus grande autonomie et permettant au 777-200LR de franchir des distances d'ultra-longues telles qu'une ligne trans-polaire comme Toronto-Hong-Kong.
La cellule du 777 exploite des matériaux composites qui représentent 9 % de sa masse ; ils sont notamment employés pour le plancher de la cabine et la dérive. Le fuselage est principalement de section circulaire et se rétrécit à l'arrière en forme de lame dont l'extrémité bâbord abrite l'échappement du groupe auxiliaire de puissance. L'empattement du Boeing 777 est augmenté. Son train d'atterrissage utilise les plus grands pneus jamais utilisés sur un avion commercial. Les trains d’atterrissages sont faits de trois boggies de deux roues, dont chacune peut supporter 26 980 kg, surpassant d'autres gros-porteurs tels que le 747-400. L'aéronef possède trois systèmes hydrauliques redondants dont un seul permet l'atterrissage. Une éolienne de secours — une petite hélice rétractable qui peut fournir de l'électricité aux instruments indispensables en cas de panne des moteurs — est également montée sur le carénage aérodynamique de l'emplanture.

### Intérieur

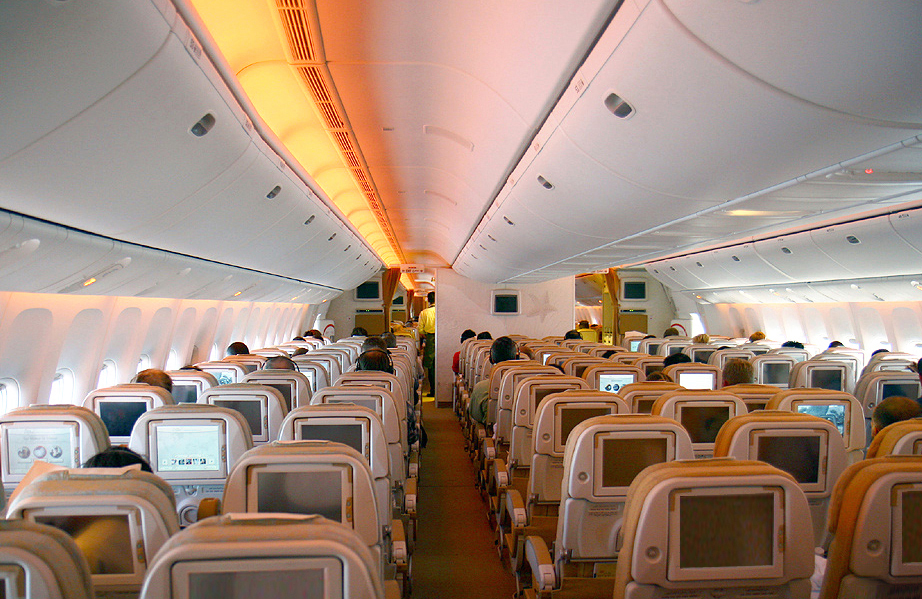
Classe Économique (ECONOMY CLASS) d'un Boeing 777-300ER d'Etihad Airways en configuration 3–3–3 (neuf sièges côte à côte et deux couloirs).

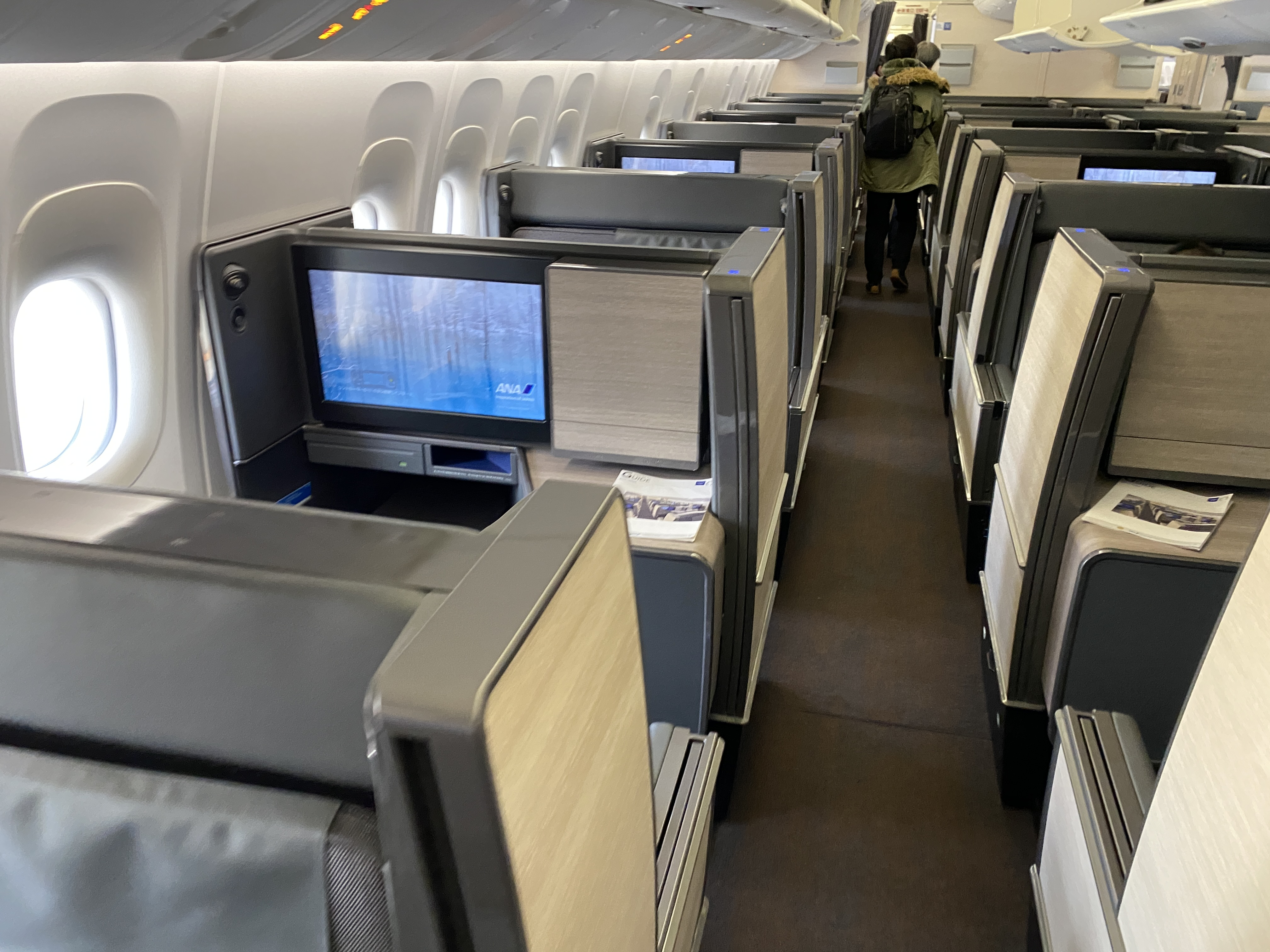
Cabine de Classe Affaires (BUSINESS CLASS) d'un Boeing 777-300ER de All Nippon Airways (ANA) (en configuration 1-2-1)

L'intérieur du 777, Boeing Signature Interior (« Intérieur stylé Boeing »), comporte des panneaux incurvés, des coffres à bagages volumineux au-dessus des sièges et un éclairage indirect. La configuration des sièges peut aller de six sièges de front en première classe jusqu'à dix en classe économique. Avec des dimensions de 380 mm sur 250 mm, les hublots du 777 étaient les plus grands existants sur des avions de ligne jusqu'à la commercialisation du 787. La cabine est équipée de « zones flexibles » donnant accès aux différents réseaux - eau, électricité, air sous pression - ce qui permet aux compagnies aériennes de changer rapidement l'emplacement des sièges, des équipements de cuisine et des toilettes, lors de modifications de configuration de la cabine. Plusieurs avions furent équipés d'intérieurs VIP pour des usages privés. Les ingénieurs de Boeing conçurent un nouveau gond hydraulique pour que les sièges des toilettes se referment lentement.
En 2003, Boeing propose en option des cabines de repos pour l'équipage. Situées au-dessus de la cabine principale à laquelle elles sont reliées par un escalier, la cabine de repos avant comporte deux sièges et deux couchettes, alors que la cabine de repos arrière présente plusieurs couchettes. Le style Boeing a depuis été adapté sur d'autres gros-porteurs et petits-porteurs de Boeing tels que le 737NG, le 747-400, le 757-300 et plus récemment sur les modèles du 767, dont le 767-400ER,. Le 747-8 et le 767-400ER ont également adopté les hublots plus larges et plus arrondis du 777.
Le 7 juillet 2011, la société Boeing laissa entendre qu'elle avait l'intention de remplacer le Style Boeing du 777 par un nouvel aménagement similaire à celui du 787, pour homogénéiser les cabines de ses appareils ; un programme nommé « common cabin experience ».

## Variantes

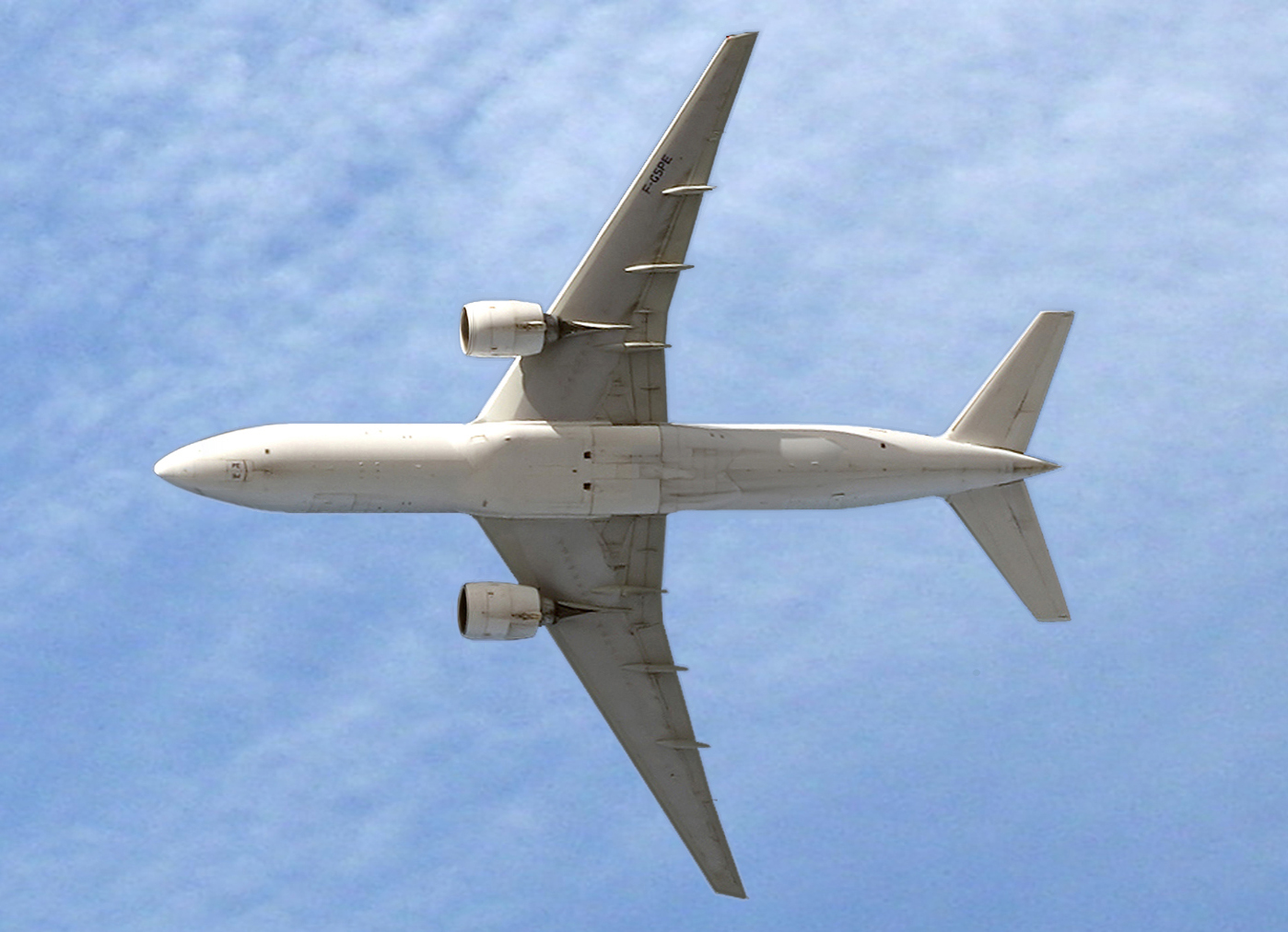
Vue de la voilure d'un Boeing 777-200ER au moment du décollage.

Boeing utilisa deux caractéristiques, la longueur du fuselage et la distance franchissable de ses aéronefs, pour définir les modèles du 777. La longueur du fuselage conditionne le nombre de passagers et le volume de cargo transportable. Le 777-200 et ses dérivés possèdent les dimensions de base. Le 777 fut ensuite étendu avec le 777-300 en 1998. Trois marchés sont visés selon la distance franchissable :
- le marché A : jusqu'à 7 800 km[135] ;
- le marché B : 12 200 km[135] ;
- le marché C : 14 400 km[136].

Pour désigner une version précise, l'association du transport aérien international (IATA) fait un mélange entre le modèle (777) et la désignation de la version (-200 ou -300) dans une forme mixte (« 772 » ou « 773 » par exemple). Les systèmes de désignation des avions de l'organisation de l'aviation civile internationale (OACI) ajoutent une lettre (« B772 » ou « B773 » par exemple). La version "Extended Range" du 777, par exemple, est désignée par le code « 77W » par l'IATA, ou encore « B77W » par l'OACI. Ces notations peuvent être trouvées dans les manuels d'utilisation des aéronefs ou dans les horaires des compagnies aériennes.

### 777-200
Le 777-200 est le modèle initial du marché A. Le premier fut livré à United Airlines le 15 mai 1995. Avec une distance franchissable maximale de 9 695 km, le 777-200 fut principalement destiné à des vols intérieurs au sein des États-Unis. Boeing a livré 88 777-200 à neuf clients différents. En juillet 2011, 68 Boeing 777-200 étaient en service au sein de compagnies aériennes. L'avion concurrent d'Airbus est l'A330-300.

### 777-200ER

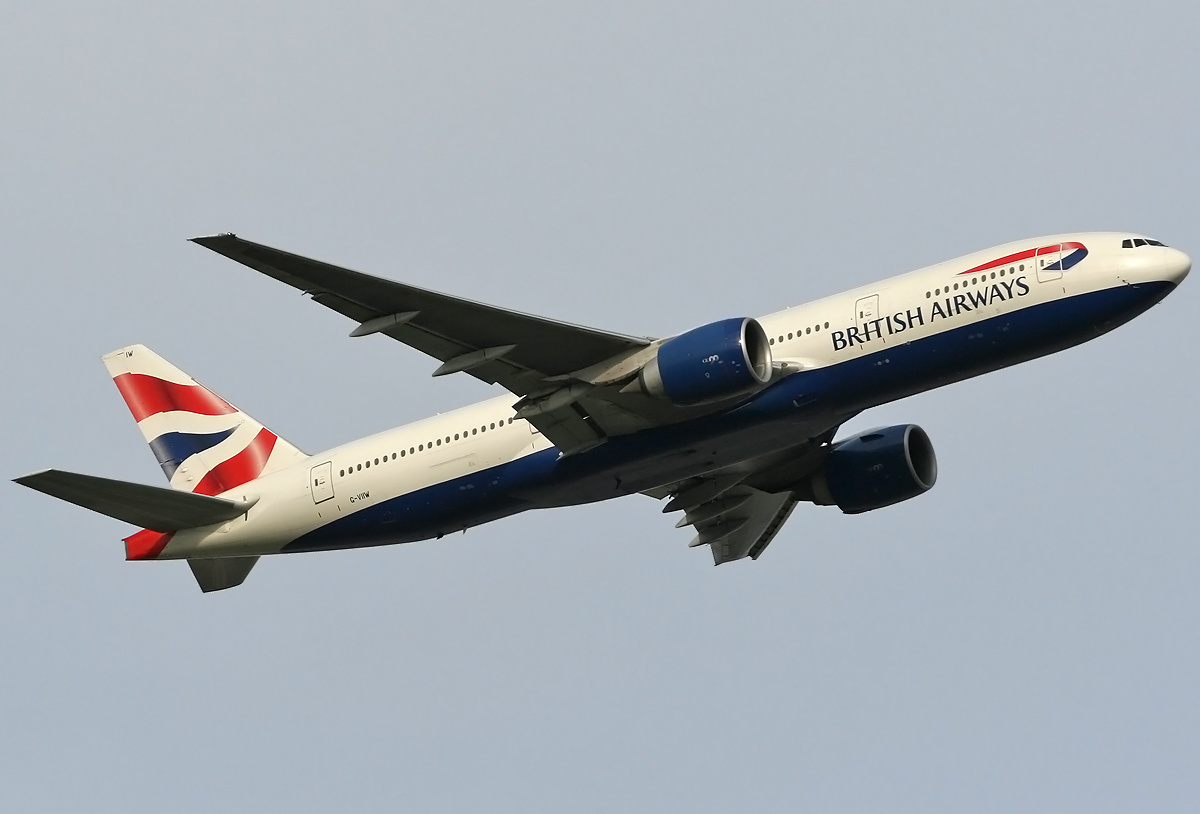
Un Boeing 777-200ER de British Airways, premier opérateur de cette version du Triple 7 (Boeing 777).

Le 777-200ER (« ER » pour Extended Range, autonomie prolongée), la version du marché B du 777-200, fut initialement connue sous le terme de 777-200IGW pour sa masse brute augmentée. Le 777-200ER comporte une plus grande capacité de kérosène transportable et une masse maximale au décollage (MTOW) augmentée, comparativement au 777-200. Destiné à opérer sur des lignes aériennes transatlantiques, le 777-200ER possède une distance franchissable maximale de 14 300 km. Détenteur du record de la plus grande distance parcourue sans atterrissage (qui a été dépassé par le 777-200LR), le 777-200ER détient également le record de la plus longue distance parcourue durant un vol de déroutement (177 minutes avec un seul moteur) avec un appareil de United Airlines transportant 255 passagers le 17 mars 2003 au-dessus de l'océan Pacifique,.
Le premier 777-200ER fut livré à British Airways le 6 février 1997. Singapore Airlines, un des plus gros clients de Boeing pour ce modèle, a commandé plus de la moitié des 777-200ER produits avec une poussée de moteurs réduite (déclassés) pour des usages sur des vols moyen-courriers,. Les moteurs déclassés (donc avec une MTOW réduite) réduisent le prix d'achat d'un aéronef et les redevances d'atterrissage et, de plus, peuvent être reclassés à une pleine poussée pour des vols long-courriers. Jusqu'en juin 2012, le 777-200ER a été livré à 33 clients différents, soit 417 appareils livrés. C'est donc la version du 777 la plus produite jusqu'à ce jour. Cependant, le nombre de commandes du nouveau 777-300ER dépasse le nombre de 200ER produits. En juillet 2011, 428 exemplaires du 200ER étaient en service au sein de compagnies aériennes. L'avion concurrent d'Airbus était l'A340-300, désormais remplacé par l'A350-900 XWB.

### 777-200LR

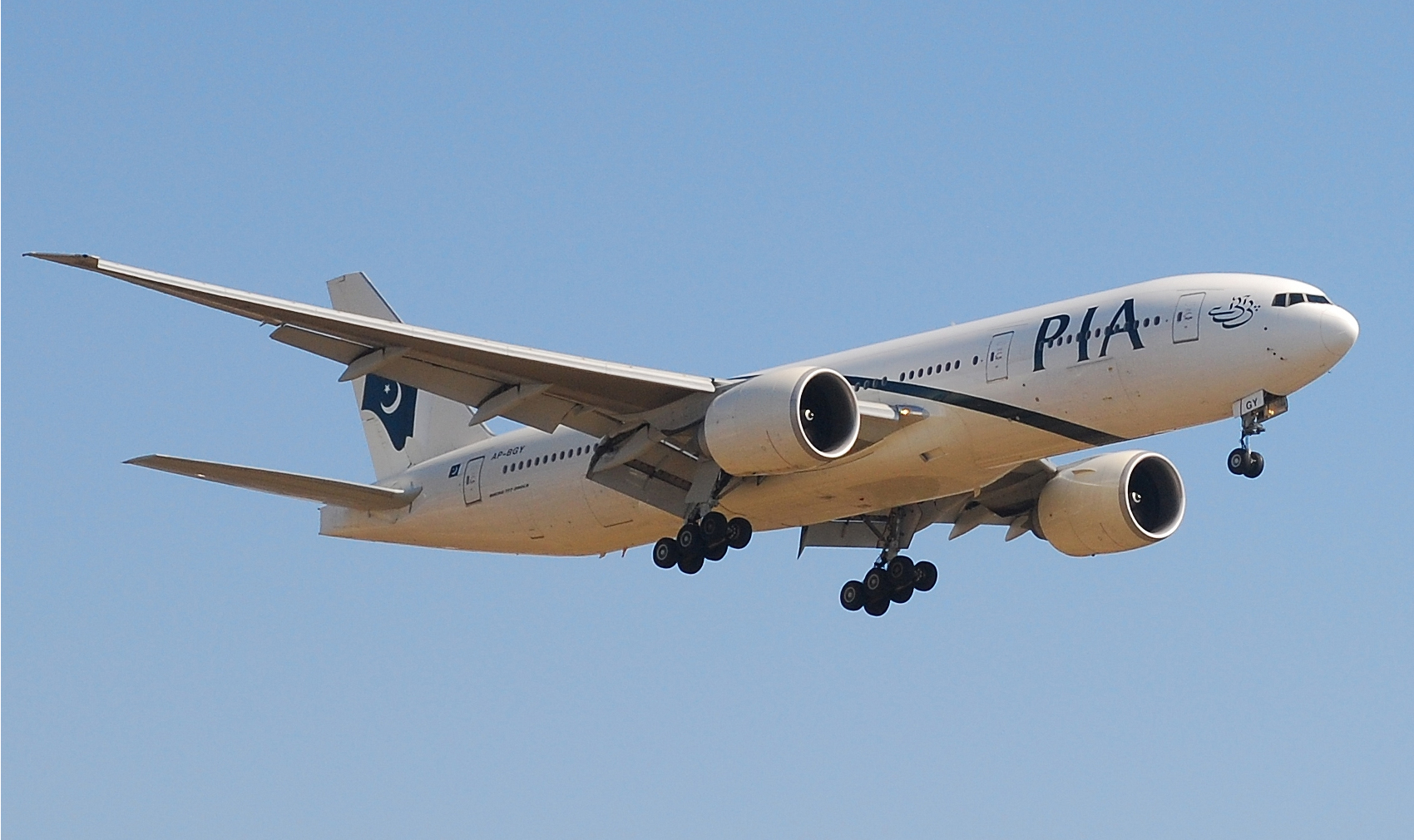
Le tout premier 777-200LR, en service au sein de la flotte de Pakistan International Airlines.

Le 777-200LR (« LR » pour Longer Range, plus grande autonomie), un modèle du 777 du marché C, est devenu l'avion de ligne doté de la plus grande autonomie au monde lors de son entrée en service en 2006,. Boeing surnomma ce modèle le Worldliner soulignant sa capacité à relier deux aéroports presque n'importe où sur le globe bien qu'il soit toujours soumis à des restrictions ETOPS. Il détient le record de la distance parcourue par un avion de ligne la plus longue sans escale et a une autonomie maximale de 17 370 km. Le 777-200LR était prévu principalement pour opérer sur des vols ultra long-courriers comme Los Angeles-Singapour.
Développé en parallèle du 777-300ER, le 200LR possède une masse maximale au décollage accrue et trois réservoirs de carburant optionnels situés dans la soute arrière. Il possède également de nouvelles caractéristiques telles que des saumons d'ailes inclinés. En outre, son train atterrissage a été repensé et sa structure renforcée. Comme le 300ER et le 777F, le 200LR est équipé de saumons d'aile prolongés de 3,90 m. Il est propulsé par des turboréacteurs GE90-110B1 ou GE90-115B. Le premier 777-200LR construit fut livré à Pakistan International Airlines le 26 février 2006,. En juin 2012, neuf clients différents opéraient 54 200LR et 3 sont en commande. En juillet 2011, les compagnies aériennes opéraient 48 de ces avions. Le plus proche concurrent d'Airbus était l'A340-500HGW, désormais remplacé par le futur A350-900 XWB. En décembre 2014, le dernier 777-200LR a été livré.

### 777-300

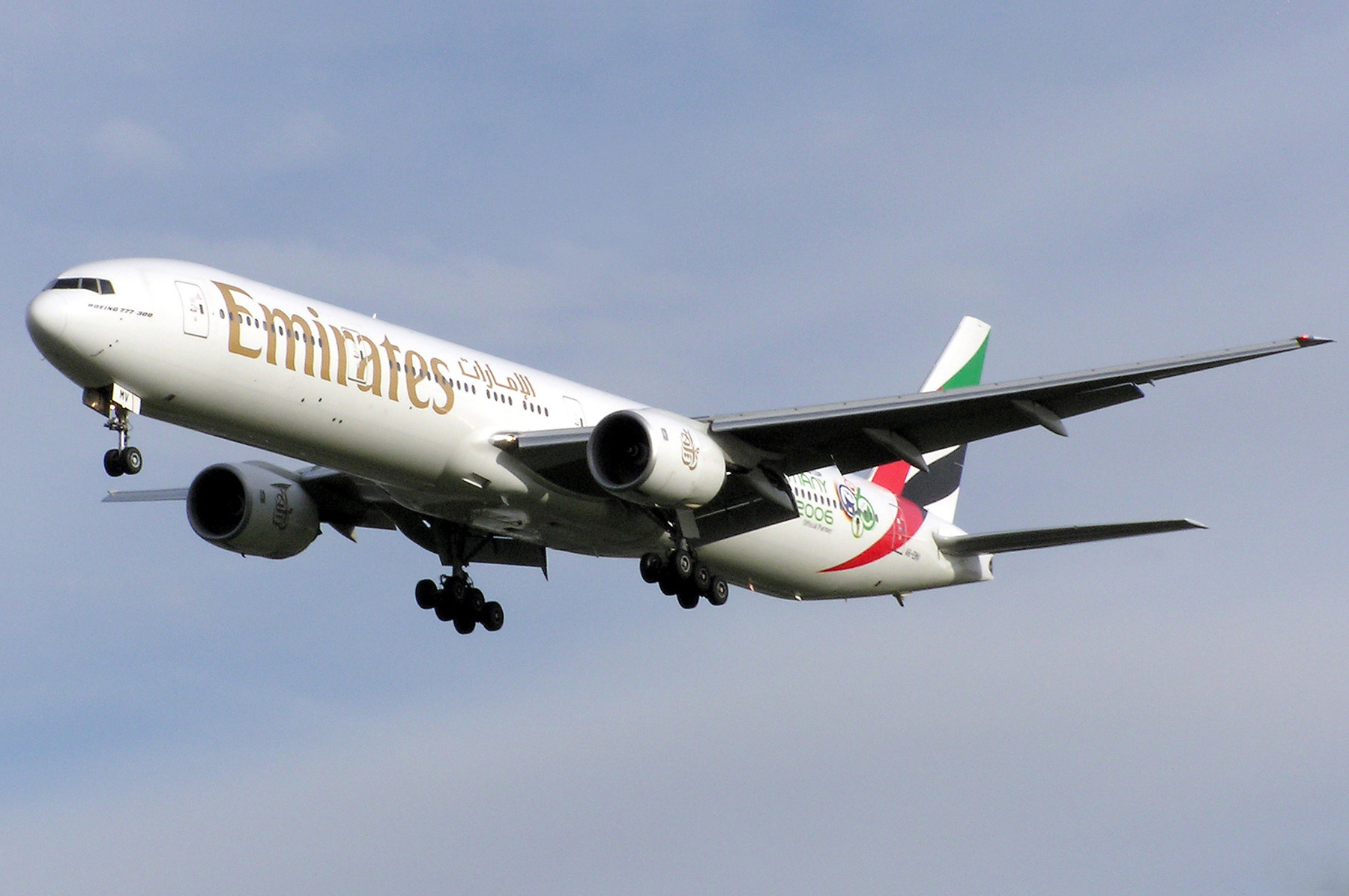
Un Boeing 777-300 d'Emirates atterrissant à l'aéroport de Londres-Heathrow avec la livrée coupe du monde 2006 FIFA en 2005.

Le 777-300 étendu a été conçu pour le marché A, pour remplacer les 747-100 et 747-200. Ce 777 étendu a une capacité de passagers et une autonomie équivalentes aux anciens 747, mais réduit les coûts de fonctionnement en abaissant d'un tiers la consommation en carburant et réduisant de 40 % les coûts de maintenance. Le 777-300 est plus long de 10,1 m que le 777-200, ce qui lui permet de transporter jusqu'à 550 passagers en configuration haute-densité (une seule classe), une configuration adoptée pour les lignes aériennes japonaises très fréquentées. En raison de sa longueur, le 777-300 est équipé de caméras pour les manœuvres au sol, pour aider le pilote lors du roulage, et pour éviter les tailstrikes. La distance franchissable maximale est de 11 140 km. Elle permet au 777-300 de voler sur des lignes aériennes importantes précédemment opérées par des 747.
Le premier 777-300 fut remis à Cathay Pacific le 21 mai 1998,. Huit clients différents reçurent 60 777-300 et tous étaient encore en service en juillet 2011. Cependant, après l'introduction du 777-300ER en 2004, Boeing ne reçut plus aucune commande pour le 777-300.
Comme le 777-300 n'avait pas de rival direct chez Airbus, ce dernier répondait aux appels d'offres avec l'A340-600.
Alors que Boeing ne fait plus évoluer le 777-300, Airbus a cependant décidé de proposer l'A350-1000SR XWB, une variante de l'A350 avec une masse maximale au décollage réduite et une distance franchissable limitée à 11 000 km.

### 777-300ER

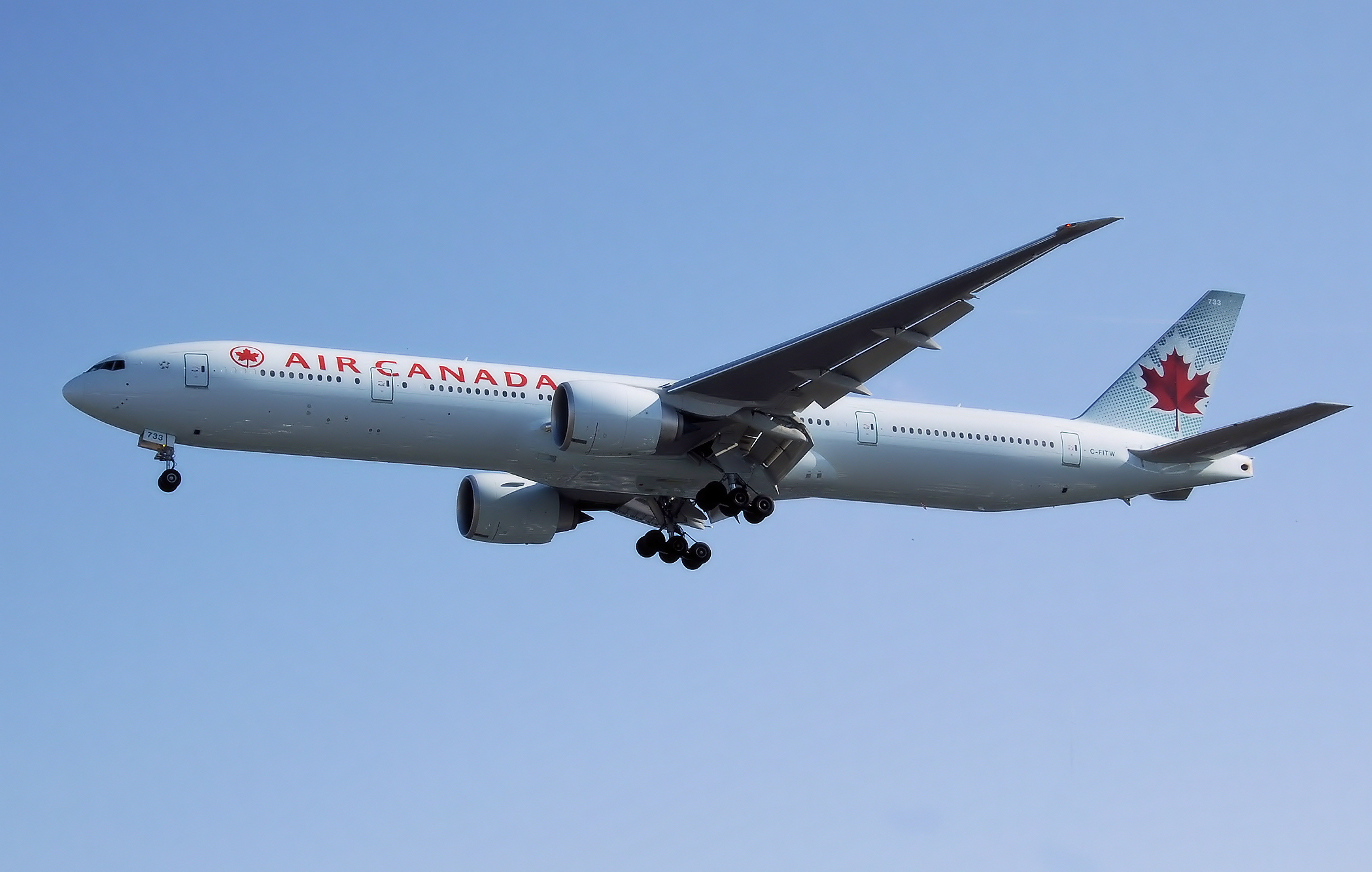
Un 777-300ER d'Air Canada à l'atterrissage, tous volets déployés.

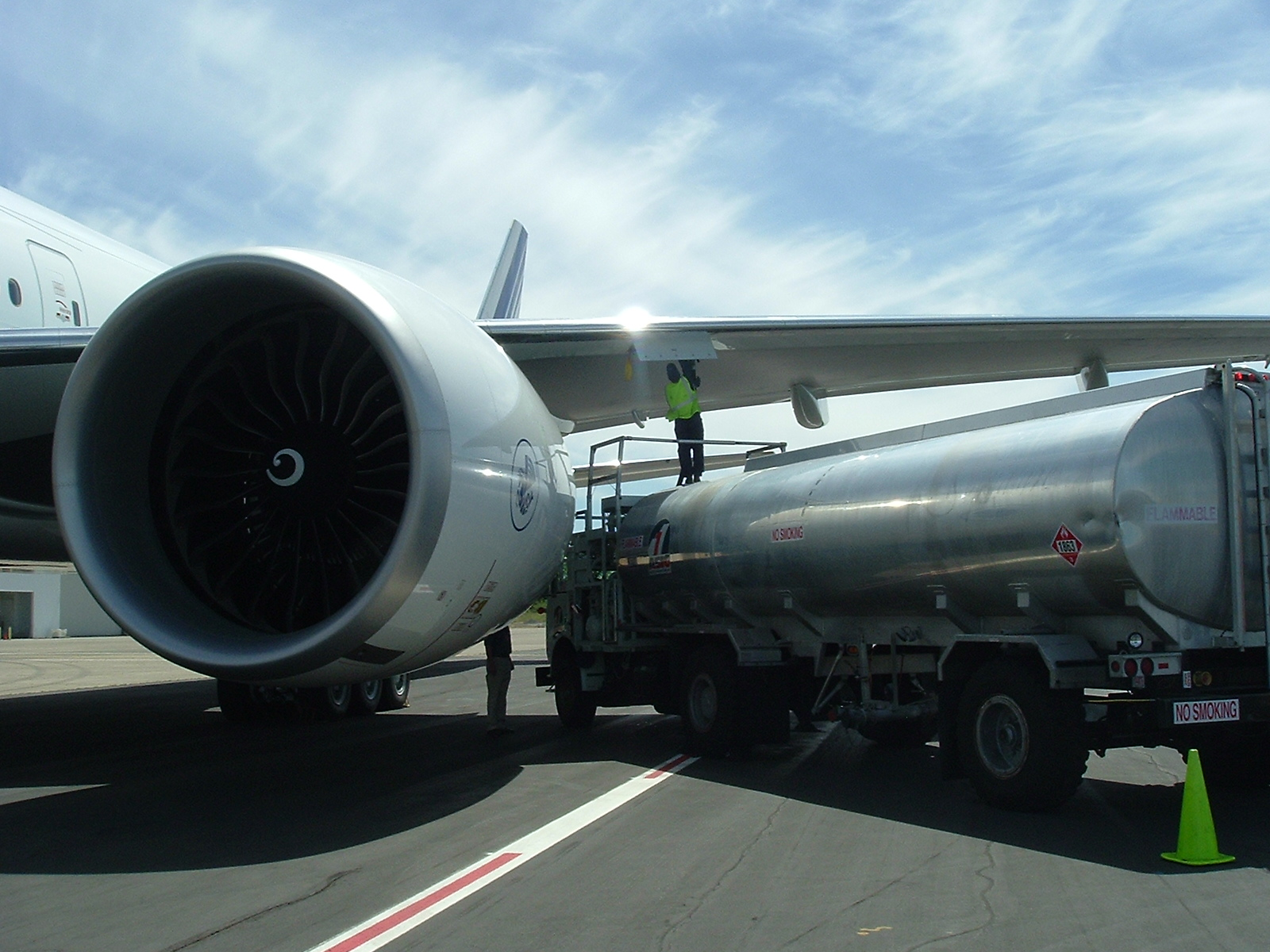
Gros plan d'un turboréacteur GE90 d'un B777-300ER de la compagnie Air France.

Le 777-300ER (« ER » pour Extended Range, autonomie prolongée) est la version du marché B du 777-300. Il comporte des saumons d'ailes inclinés et encore prolongés, un nouveau train d'atterrissage principal, un train avant renforcé et des réservoirs de carburant supplémentaires,. Le fuselage, les ailes, l'empennage et les fixations des moteurs ont également été renforcés. Le turboréacteur standard GE90-115B est le moteur d'avion le plus puissant au monde, avec une poussée maximale de 513 kN. L'autonomie maximale est de 7 930 milles marins (14 690 km), autonomie rendue possible grâce à une MTOW (masse maximale au décollage) plus importante et donc un volume de carburant transportable plus important. Le 300ER peut voler approximativement 34 % plus loin que la version classique du 777-300, à pleine charge, en version passager ou cargo. À la suite des tests en vol, la disposition des moteurs et des ailes ainsi que la masse ont été modifiées, ce qui permet au 300ER de consommer 1,4 % de carburant en moins,.
Le premier 777-300ER a été livré à Air France le 29 avril 2004,. Le 300ER est la version du 777 qui s'est la mieux vendue, dépassant le 200ER en 2010, et depuis son lancement, le 300ER est le moteur des ventes du 777, dépassant même le rival A340. Utilisant seulement deux moteurs, le 300ER présente des coûts d'exploitation de 8 à 9 % inférieurs à l'A340-600, et même 20 % de moins que le 747-400.
Plusieurs compagnies aériennes ont acquis le 300ER en remplacement du 747-400, en raison de l'évolution à la hausse du prix du carburant. En juin 2012, 345 appareils avaient été livrés à 24 clients différents et 267 étaient en commande. En juin 2015, 577 appareils sont en service. En juillet 2011 les appareils en service étaient au nombre de 281.
Le concurrent direct du 300ER chez Airbus était l'A340-600HGW, désormais remplacé par l'A350-1041. D'où, en faveur du B777X, la production du B777-300ER est définitivement terminée. En décembre 2024, Boeing a livré son dernier appareil de ce type, mais il s'agit en fait d'un dit White tail en anglais, (Queue blanche), assemblé 5 ans auparavant. Actuellement le constructeur ne livre que les B777F.

### 777X

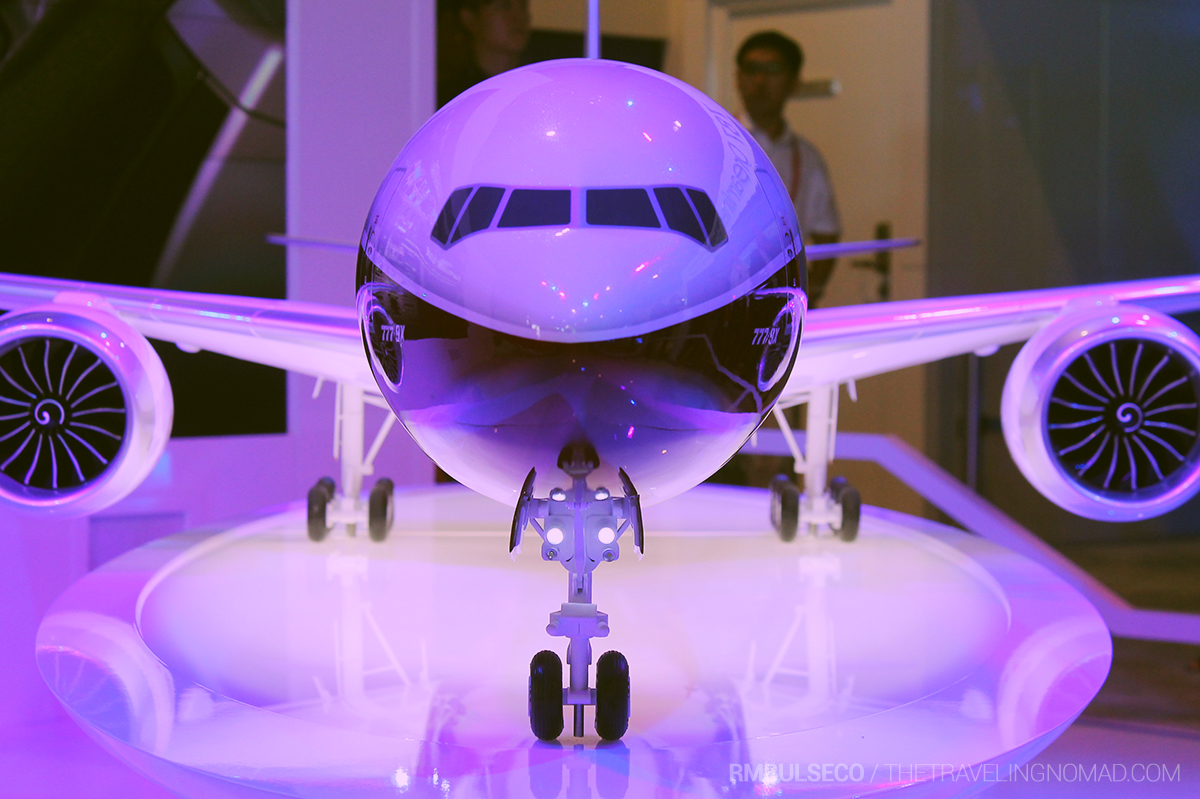
Model 1/100 du projet Boeing 777-9X.

Officialisé fin 2013, le programme 777X comprend deux versions dérivées des B777 actuels : le B777-8 (350 passagers dans une configuration triclasse avec une autonomie de 17 200 km soit 9 200 milles nautiques) et le B777-9 (400 passagers pour une autonomie de 15 185 km soit 8 200 milles nautiques). Encore plus performant que le 777-300ER, le premier concurrence l'A350-1000 de 350 sièges alors que le 777-9 est à ce moment sans concurrent direct, tout en étant une menace pour les quadriréacteurs Boeing 747-8 (467 sièges) et Airbus A380. Emirates Airlines dévoile une commande record de 150 B777X au salon de Dubaï 2013.
La compagnie aérienne Philippine Airlines s’est déclarée intéressée par le futur Boeing 777X, passant commande de dix appareils. Lufthansa devient le client de lancement avec une commande portant sur 34 exemplaires.
Airbus étudierait un rival pour le 777-9 sous la forme d'une version encore allongée de l'A350 XWB, plus grande que l'A350-1000 et plus grande également que le 777-9. Emirates a commandé 204 exemplaires.

### 777 cargo (777F)

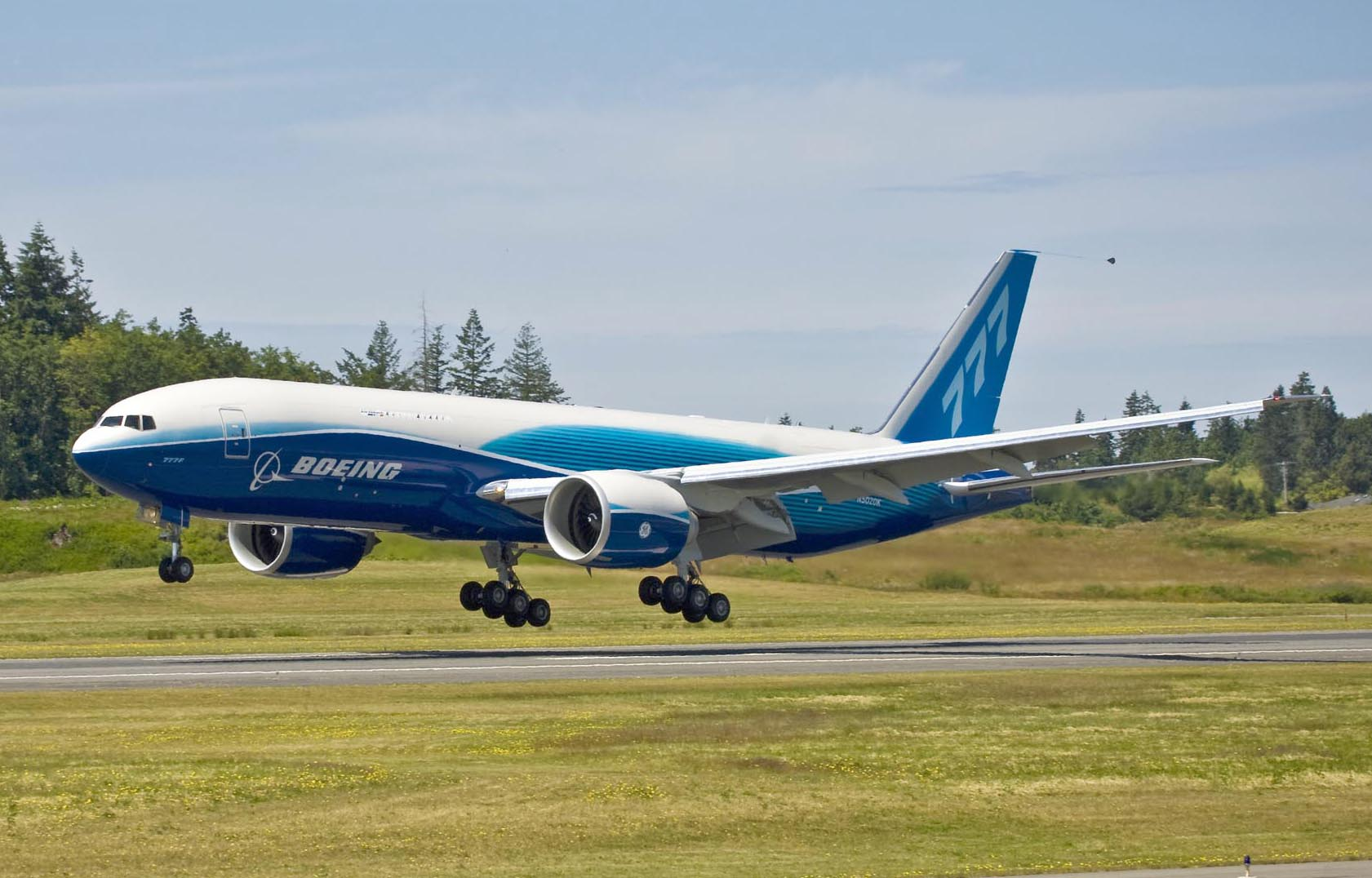
Le premier 777 cargo, destiné à Air France, durant un test en vol.

Le 777 cargo (777F, « F » pour Freighter, cargo) est une version tout-cargo du biréacteur 777 et partage certaines caractéristiques avec le 200LR, comme la cellule, les moteurs et le volume de carburant transportable. Avec une charge utile maximale de 103 000 kg, la capacité en fret est similaire au Boeing 747-200 cargo, qui a une charge utile maximale de 110 000 kg. L'autonomie maximale de cette version est de 4 900 milles nautiques (9 070 km) à pleine charge utile,. Comme Boeing promettait des coûts d'exploitation inférieurs aux cargos existants, les compagnies aériennes destinèrent le 777F au remplacement des anciens cargos tels que le 747-200F et le MD-11F,.
Le premier 777 cargo a été livré à Air France le 19 février 2009. En juin 2012, 61 cargos avaient été livrés à onze clients différents et 66 étaient en commande.
Dans les années 2000, Boeing commença à étudier la possibilité de transformer les 777-200ER et 777-200 en avions cargos, sous le nom de 777 BCF (pour Boeing Converted Freighter, cargo Boeing converti). L'entreprise eut des discussions avec plusieurs de ses clients, dont FedEx Express, UPS Airlines et GE Capital Aviation Services, afin de lancer les appels d'offres pour le 777 BCF.

### 777 ravitailleur (KC-777)
Le KC-777 est une version du 777 sous forme d'avion ravitailleur. En septembre 2006, Boeing annonça publiquement qu'il construirait le KC-777 si la United States Air Force avait besoin d'un plus grand ravitailleur que le KC-767. Le 777 ravitailleur serait capable de transporter plus de fret et de personnel,,. En avril 2007, il abandonna ce projet et proposa à la place une version avancée de son KC-767 pour répondre à l'appel d'offres KC-X de l'USAF.

## Opérateurs

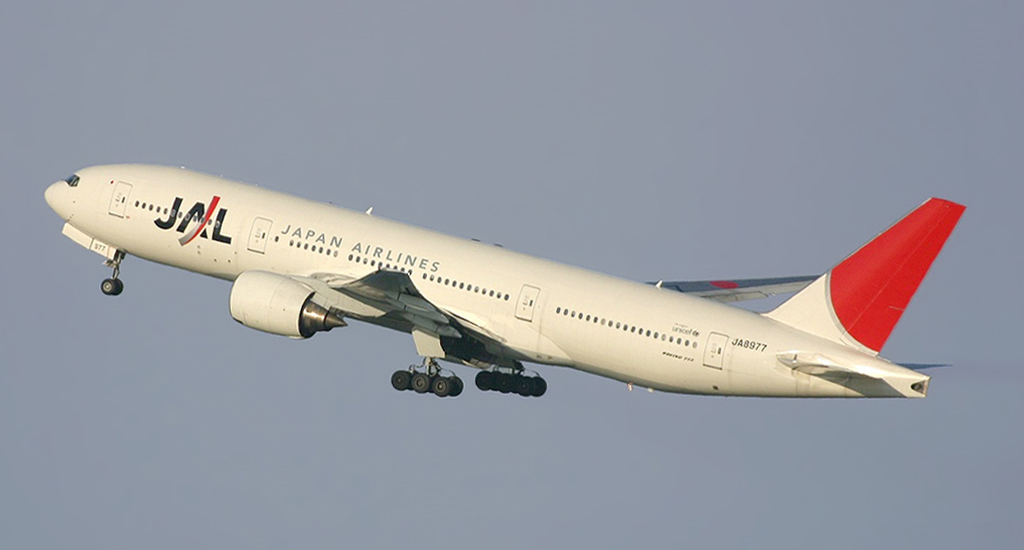
Un ancien Boeing 777-200 de Japan Airlines au décollage.

En 2011, les clients qui avaient reçu le plus de Boeing 777 étaient l'ILFC, Emirates, United Airlines, Air France et Singapore Airlines. En juillet 2011, Emirates était la compagnie aérienne opérant le plus de Boeing 777, avec 120 appareils au sein de sa flotte. La compagnie dubaïote est la seule à avoir commandé tous les modèles du 777, dont les modèles 777-200, 777-200ER, 777-300, 777-300ER et 777F. Le 777e 777 à sortir de la ligne de production est un 777-300ER ; il a été livré à Air France et vole sous l'immatriculation française F-GZND. Le 1000e 777 sorti de ligne de production de Boeing est également un 777-300ER, et devant être le 102e 777 d'Emirates, a été dévoilé à l'usine d'Everett lors d'une cérémonie en mars 2012.
Un total de 1 436 avions (toutes versions comprises) était en service en novembre 2018, au sein des compagnies Emirates (161 appareils), Air France-KLM (99), United (91), Qatar Airways (72), Cathay Pacific (69), American Airlines (67), British Airways (58), Korean Air (54), All Nippon Airways (50), Singapore Airlines (45), Saudi Arabian Airlines (43), Japan Airlines (40) et d'autres ayant un nombre moins élevé de 777.

Livraisons de Boeing 777 par variante depuis 1995   - Boeing 777-200
  - Boeing 777-200ER
  - Boeing 777-200LR
  - Boeing 777-300
  - Boeing 777-300ER
  - Boeing 777F

| Type      | Commandes | Commandes  | Livraisons | Livraisons | Livraisons | Livraisons | Livraisons | Livraisons | Livraisons | Livraisons | Livraisons | Livraisons | Livraisons | Livraisons | Livraisons | Livraisons | Livraisons | Livraisons | Livraisons | Livraisons | Livraisons | Livraisons | Livraisons | Livraisons | Livraisons | Livraisons | Livraisons | Livraisons | Livraisons |
| Type      | Total     | Non livrés | Total      | 2020       | 2019       | 2018       | 2017       | 2016       | 2015       | 2014       | 2013       | 2012       | 2011       | 2010       | 2009       | 2008       | 2007       | 2006       | 2005       | 2004       | 2003       | 2002       | 2001       | 2000       | 1999       | 1998       | 1997       | 1996       | 1995       |
| --------- | --------- | ---------- | ---------- | ---------- | ---------- | ---------- | ---------- | ---------- | ---------- | ---------- | ---------- | ---------- | ---------- | ---------- | ---------- | ---------- | ---------- | ---------- | ---------- | ---------- | ---------- | ---------- | ---------- | ---------- | ---------- | ---------- | ---------- | ---------- | ---------- |
| 777-200   | 88        |            | 88         |            |            |            |            |            |            |            |            |            |            |            |            |            | 1          |            | 3          | 2          | 1          |            | 3          | 9          | 3          | 10         | 11         | 32         | 13         |
| 777-200ER | 422       |            | 422        |            |            |            |            |            |            |            | 4          | 3          |            | 3          | 4          | 3          | 19         | 23         | 13         | 22         | 29         | 41         | 55         | 42         | 63         | 50         | 48         |            |            |
| 777-200LR | 61        | 1          | 60         |            | 1          |            |            |            |            | 3          | 1          | 1          | 6          | 9          | 16         | 11         | 10         | 2          |            |            |            |            |            |            |            |            |            |            |            |
| 777-300   | 60        |            | 60         |            |            |            |            |            |            |            |            |            |            |            |            |            |            | 1          | 4          | 2          | 9          | 6          | 3          | 4          | 17         | 14         |            |            |            |
| 777-300ER | 838       | 16         | 822        | 4          | 19         | 32         | 65         | 88         | 79         | 83         | 79         | 60         | 52         | 40         | 52         | 47         | 53         | 39         | 20         | 10         |            |            |            |            |            |            |            |            |            |
| 777F      | 234       | 37         | 197        | 18         | 25         | 16         | 9          | 11         | 19         | 13         | 14         | 19         | 15         | 22         | 16         |            |            |            |            |            |            |            |            |            |            |            |            |            |            |
| 777X      | 309       | 309        | 0          |            |            |            |            |            |            |            |            |            |            |            |            |            |            |            |            |            |            |            |            |            |            |            |            |            |            |
| Total     | 2012      | 363        | 1649       | 22         | 45         | 48         | 74         | 99         | 98         | 99         | 98         | 83         | 73         | 74         | 88         | 61         | 83         | 65         | 40         | 36         | 39         | 47         | 61         | 55         | 83         | 74         | 59         | 32         | 13         |

## Incidents et accidents

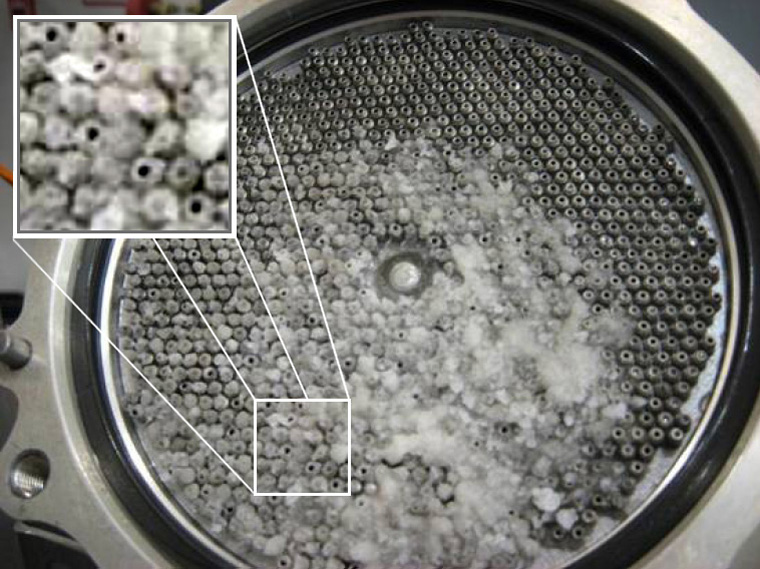
Réplication en laboratoire des cristaux de glace colmatant l'échangeur de chaleur de kérosène sur un moteur Rolls-Royce Trent 800, à la suite du rapport du NTSB sur les incidents du BA38 et du DL18.

Jusqu'en juillet 2014, le 777 a été impliqué dans treize incidents aériens, dont cinq accidents qui causèrent une destruction de l'appareil ou une mise hors d'usage et deux détournements.
Ainsi, en août 2015, le 777 présentait un taux d'accidents fatals par million de vols de 0,24. Ses concurrents directs que sont les Airbus A330 et A340 présentaient des taux de 0,27 et 0,00.
- Le 5 septembre 2001, à l'aéroport international de Denver, aux États-Unis, un incendie se déclare lors d'un ravitaillement en kérosène d'un 777-200ER de British Airways devant assurer le vol 2019. Un employé au sol perdit alors la vie à la suite de ses brûlures[184]. L'appareil subit des dommages sur les panneaux inférieurs de l'aile ainsi que sur l'emplacement du réacteur. Il fut réparé et remis en service[184],[185].

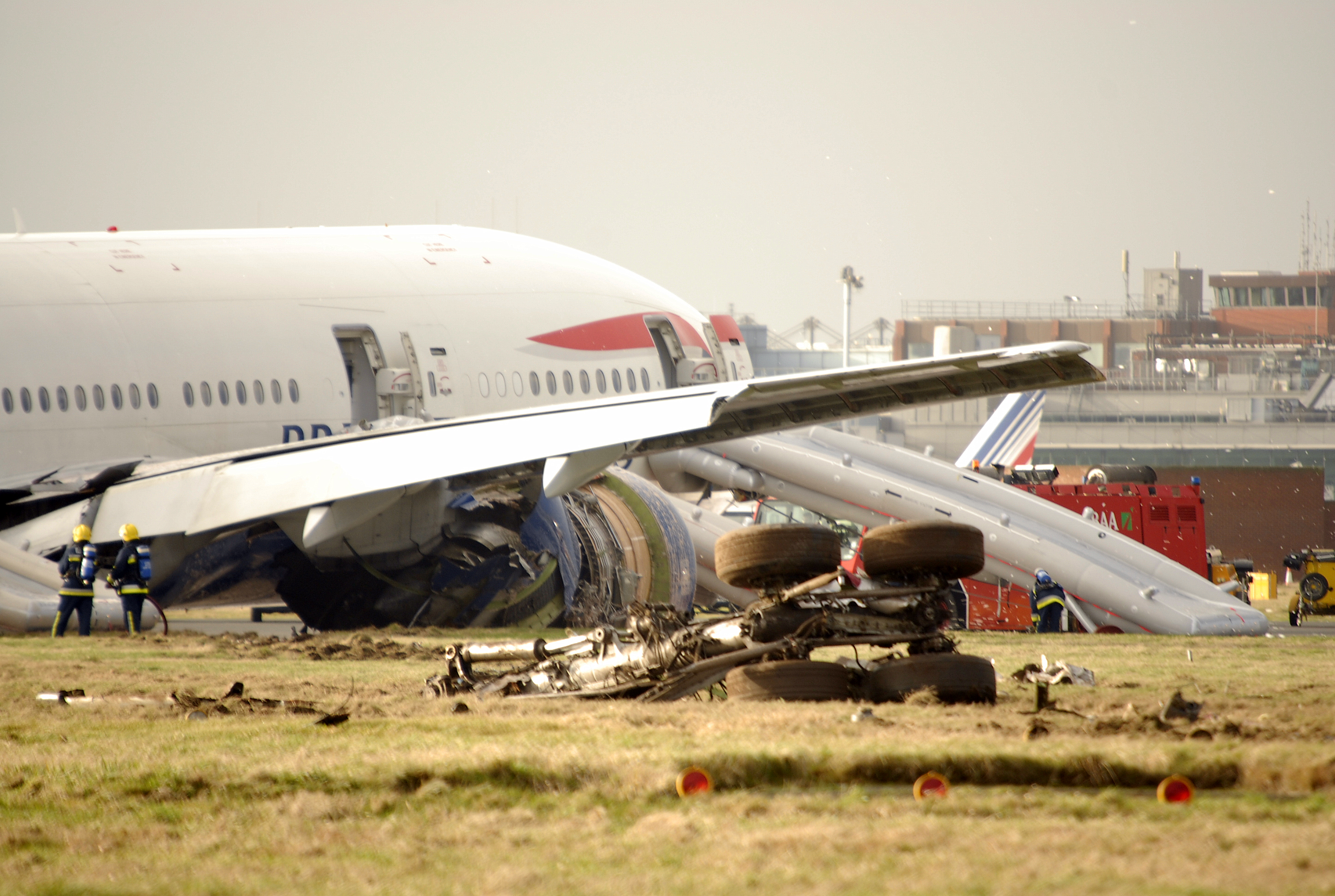
Boeing 777-200ER de British Airways accidenté en 2008 à 300 mètres du seuil de la piste 27L d'Heathrow.

- Boeing 777-200ER de British Airways accidenté en 2008 à 300 mètres du seuil de la piste 27L d'Heathrow.Le 17 janvier 2008, un 777-200ER de British Airways, équipé de réacteurs Rolls-Royce Trent 895, effectuant le vol 38, entre Pékin à Londres-Heathrow, s'écrasa lors de l'atterrissage 300 m avant la piste 27L de l'aéroport d'Heathrow et glissa sur le seuil de piste. 47 passagers furent blessés mais aucun décès ne fut à déplorer. L'impact endommagea le train d'atterrissage, l'emplanture des ailes et les moteurs. L'avion ne fut pas remis en service et fut radié de la flotte de la compagnie britannique[186],[187]. À la suite des investigations, le rapport mit en cause les cristaux de glace qui avaient colmaté l'échangeur de chaleur de kérosène (FOHE) sur les deux moteurs[179]. Les enquêteurs appelèrent en 2009 à repenser le composant défectueux du Trent 800[188]. Les nouveaux échangeurs de chaleur de carburant furent installés sur les 777 de British Airways courant octobre 2009[189].

- En février et novembre 2008 deux autres incidents mineurs de perte de poussée sur des moteurs Rolls-Royce Trent 895 furent signalés[190],[191]. Les enquêteurs du conseil national de la sécurité des transports (NTSB) américain conclurent que, de la même façon que sur le vol 38 de British Airways, de la glace avait obstrué l'échangeur de chaleur. Ce dernier fut donc encore une fois remplacé par un nouveau modèle[179].
- Le 29 juillet 2011, un Boeing 777-200ER d'Egyptair enregistré sous le nom SU-GBP subit un incendie dans le cockpit lors de son stationnement à l'une des portes de l'aéroport international du Caire, en Égypte[192]. L'avion fut évacué avec succès, sans provoquer de blessures[192] et les pompiers de l'aéroport réussirent à éteindre les flammes rapidement[193]. L'avion fut endommagé par la chaleur et de la fumée et il fut radié de la flotte[192],[193]. Les enquêteurs conclurent à une défaillance électrique du système d'approvisionnement du cockpit en oxygène[192].
- Le 6 juillet 2013, un Boeing 777-200ER de la compagnie sud-coréenne Asiana Airlines effectuant le vol 214 s'écrase lors de son atterrissage à l'aéroport international de San Francisco[194]. Le bilan est de 3 morts (dont une passagère écrasée par un camion pompier) et 181 blessés[195]. Ce fut le premier accident mortel de l'histoire du Boeing 777.

- Le 8 mars 2014, un Boeing 777-200ER de la compagnie Malaysia Airlines, effectuant le vol MH370 entre Kuala Lumpur et Pékin, disparaît au-dessus du golfe de Thaïlande, entre la Malaisie et le Vietnam, avec 239 personnes à bord[196]. Il a disparu des écrans radars à une altitude de 35 000 pieds vers 1 h 20 heure locale (17 h 20 heure française, 7 mars) soit 40 minutes après son décollage. La compagnie a été informée à 2 h 40 heure locale par les services du contrôle aérien, ce qui explique que cette heure a initialement été indiquée comme heure de la disparition[197].

- Le 17 juillet 2014, un Boeing 777-200ER de la compagnie Malaysia Airlines, effectuant le vol MH17, entre Amsterdam et Kuala Lumpur, s'est écrasé en Ukraine, des suites d'un tir de missile sol-air[198].

- Le 27 juin 2016, un Boeing 777-300ER de la compagnie Singapore Airlines, effectuant le vol 368 entre l'aéroport Changi de Singapour et celui de Milan-Malpensa, dut revenir à son point de départ à cause de la présence d'une fuite d'huile constatée sur le moteur droit. Juste après avoir atterri, le moteur droit prit feu alors que l'avion roulait encore sur la piste. Grâce à l'intervention rapide des secours, il n'y eut aucune victime, ni blessé, à déplorer sur les 241 personnes à bord.
- Le 3 août 2016, un Boeing 777-300 de la compagnie aérienne Emirates, opérant le vol 521 entre l'aéroport international de Trivandrum et l'aéroport de Dubaï avec 282 passagers et 18 membres d'équipage a pris feu après l'atterrissage à l'aéroport de Dubaï. Selon les sources locales[Qui ?] l'incident n'aurait fait aucun blessé parmi les occupants de l'avion, mais un pompier serait décédé lors de l'intervention. À la suite d'un atterrissage trop long, l'équipage remet les gaz pour effectuer un nouvel atterrissage mais tarde trop à afficher la poussée de décollage, l'avion retombe sur la piste alors que les trains d'atterrissage sont déjà partiellement rentrés, l'avion prend feu et est détruit.

- Le 1er février 2017, un Boeing 777-300ER de la compagnie aérienne Swiss International Airlines, opérant le vol LX40 entre l'aéroport international de Zurich et l'aéroport international de Los Angeles, est forcé à un atterrissage d'urgence à l'aéroport d'Iqaluit dans le Nunavut, dans l'Arctique canadien, après un message de dysfonctionnement ayant entraîné l'arrêt automatique du réacteur gauche[199]. En raison de la panne totale du réacteur, un nouveau doit être acheminé par Antonov An-124 depuis Zurich. Selon une estimation, le coût pour Swiss dépassera le million de francs suisses, ce qui inclut les compensations aux 216 passagers, leur rapatriement et le transport du nouveau réacteur en avion cargo[200].
- Le 21 novembre 2019, un Boeing 777-300ER de la compagnie Philippine Airlines, qui avait décollé de Los Angeles pour Manille avec 347 passagers et 18 membres d’équipage a dû, peu après son décollage, faire demi-tour pour revenir à son aéroport de départ à la suite de l'incendie de son réacteur droit. Il n'y eut aucun blessé.
- Le 20 février 2021, un Boeing 777-200 de la compagnie aérienne United Airlines, assurant le vol 328, qui venait de décoller de Denver (Colorado) pour Honolulu (Hawaï) avec 231 passagers et 10 membres de l'équipage, a dû faire demi-tour en urgence après l'incendie de son réacteur droit. L'appareil a pu se poser sans encombre sur l'aéroport de Denver et aucun de ses occupants n'a été blessé. United Airlines a déclaré qu’il avait volontairement retiré 24 Boeing 777 du service et s’attendait à ce que “seul un petit nombre de clients soit incommodé”. Japan Airlines (JAL) et All Nippon Airways (ANA) ont annoncé avoir immobilisé au sol respectivement 13 et 19 avions équipés de moteurs PW4000.

- Le 26 février 2021, un Boeing 777-300ER de la compagnie Rossiya Airlines a dû atterrir en urgence à l'aéroport de Moscou-Cheremetievo, à la suite d'un problème de moteur. L'appareil effectuait le trajet Hong Kong-Madrid lorsque le commandant de bord a signalé une panne du moteur gauche et a demandé un atterrissage d'urgence à l'aéroport de Moscou-Cheremetievo[201].
- Le 5 avril 2022, le vol Air France AF011 est victime d'un incident grave lors de son approche sur l'aéroport de Paris-Charles-de-Gaulle — le BEA parlant d'« instabilité des commandes de vol en finale, de dureté des commandes et d'oscillations de trajectoire ». Après une remise de gaz et une seconde approche, l'équipage a pu poser normalement l'appareil[202],[203].
- Le 20 mai 2024, la compagnie Singapore Airlines connaît le second incident mortel de son histoire. A bord du vol SQ321 opéré en Boeing 777 entre l'aéroport de Londres-Heathrow et  l'aéroport de Singapour-Changi le vol connaît des secousses importantes et l'avion chute de 1800 mètres en 5 minutes obligeant les pilotes à se poser en urgence à l'aéroport de Bangkok-Suvarnabhumi. 1 passager britannique de 73 ans décède d'une crise cardiaque durant l'incident et une trentaine de passagers sont emmenés à l'hôpital à Bangkok en Thaïlande, dont 7 en soins intensifs[204].

## Caractéristiques techniques
Concurrent des Airbus A340, A330 et A350, le Boeing 777 compte parmi les avions de ligne ayant la plus grande capacité d'accueil de passagers avec 550 places pour les modèles B777-300ER en version monoclasse. Cette configuration le place en 2012 en troisième position des plus grandes capacités en passagers, derrière l'A380 et le Boeing 747.
| Avion                                               | 777-200 | 777-200ER | 777-200LR | 777 cargo | 777-300 | 777-300ER | 777-8                                       | 777-9                                       |
| --------------------------------------------------- | --- | --- | --- | --- | --- | --- | ------------------------------------------- | ------------------------------------------- |
| Équipage technique (PNT)                            | 2 | 2 | 2 | 2 | 2 | 2 | 2                                           | 2                                           |
| Nombre typique de sièges                            | 301 (3 classes) 317 (2 classes) 440 (maximum) | 301 (3 classes) 317 (2 classes) 440 (maximum) | 301 (3 classes) 317 (2 classes) 440 (maximum) | 4 (accompagnants) | 365 (3 classes) 392 (2 classes) 550 (maximum) | 365 (3 classes) 392 (2 classes) 550 (maximum) | 395 (2 classes)                             | 349 (3 classes) 426 (2 classes)             |
| Capacité cargo (conteneurs)                         | 150,9 m3 32 conteneurs LD3 | 150,9 m3 32 conteneurs LD3 | 150,9 m3 32 conteneurs LD3 | 653 m3 37 palettes | 201,6 m3 44 conteneurs LD3 | 201,6 m3 44 conteneurs LD3 | 40 conteneurs LD3                           | 48 conteneurs LD3                           |
| Longueur                                            | 63,7 m | 63,7 m | 63,7 m | 63,7 m | 73,9 m | 73,9 m | 69,8 m                                      | 76,73 m                                     |
| Hauteur de la dérive                                | 18,5 m | 18,5 m | 18,6 m | 18,6 m | 18,5 m | 18,5 m | 19,48 m                                     | 19,68 m                                     |
| Envergure                                           | 60,9 m | 60,9 m | 64,8 m | 64,8 m | 60,9 m | 64,8 m | Ailes Dépliées 71,75 m Ailes pliées 64,85 m | Ailes Dépliées 71,75 m Ailes pliées 64,85 m |
| Angle de flèche                                     | 31,64° | 31,64° | 31,64° | 31,64° | 31,64° | 31,64° | A définir                                   | A définir                                   |
| Largeur de la cabine                                | 5,87 m | 5,87 m | 5,87 m | 5,87 m | 5,87 m | 5,87 m | 5,96 m                                      | 5,96 m                                      |
| Largeur du fuselage                                 | 6,20 m | 6,20 m | 6,20 m | 6,20 m | 6,20 m | 6,20 m | 6,20 m                                      | 6,20 m                                      |
| Masse à vide (OEW)                                  | 134 800 kg | 138 100 kg | 145 150 kg | 144 400 kg | 160 500 kg | 167 800 kg | A définir                                   | 188 241 kg                                  |
| Masse maximale au décollage (MTOW)                  | 247 200 kg | 297 550 kg | 347 500 kg | 347 800 kg | 299 370 kg | 351 500 kg | 351 500 kg                                  | 351 500 kg                                  |
| Masse maximale à l'atterrissage                     | 201 840 kg | 213 180 kg | 223 168 kg | 260 816 kg | 237 680 kg | 251 290 kg | A définir                                   | 252 651 kg                                  |
| Altitude de croisière                               | 11 000 m soit niveau 360 ou 36 089 pieds. Il peut voler jusqu’au niveau 430 sous certaines conditions. Mais en règle générale il vole entre le niveau 290 et 410. A noter que l’ordinateur de bord de l’avion propose des altitudes de vols optimisées en fonction de multiples renseignements donnés par les pilotes. | 11 000 m soit niveau 360 ou 36 089 pieds. Il peut voler jusqu’au niveau 430 sous certaines conditions. Mais en règle générale il vole entre le niveau 290 et 410. A noter que l’ordinateur de bord de l’avion propose des altitudes de vols optimisées en fonction de multiples renseignements donnés par les pilotes. | 11 000 m soit niveau 360 ou 36 089 pieds. Il peut voler jusqu’au niveau 430 sous certaines conditions. Mais en règle générale il vole entre le niveau 290 et 410. A noter que l’ordinateur de bord de l’avion propose des altitudes de vols optimisées en fonction de multiples renseignements donnés par les pilotes. | 11 000 m soit niveau 360 ou 36 089 pieds. Il peut voler jusqu’au niveau 430 sous certaines conditions. Mais en règle générale il vole entre le niveau 290 et 410. A noter que l’ordinateur de bord de l’avion propose des altitudes de vols optimisées en fonction de multiples renseignements donnés par les pilotes. | 11 000 m soit niveau 360 ou 36 089 pieds. Il peut voler jusqu’au niveau 430 sous certaines conditions. Mais en règle générale il vole entre le niveau 290 et 410. A noter que l’ordinateur de bord de l’avion propose des altitudes de vols optimisées en fonction de multiples renseignements donnés par les pilotes. | 11 000 m soit niveau 360 ou 36 089 pieds. Il peut voler jusqu’au niveau 430 sous certaines conditions. Mais en règle générale il vole entre le niveau 290 et 410. A noter que l’ordinateur de bord de l’avion propose des altitudes de vols optimisées en fonction de multiples renseignements donnés par les pilotes. | A définir                                   | A définir                                   |
| Vitesse de croisière typique                        | Mach 0,84 | Mach 0,84 | Mach 0,84 | Mach 0,84 | Mach 0,84 | Mach 0,84 | A définir                                   | A définir                                   |
| Vitesse de croisière maximale                       | Mach 0,89 | Mach 0,89 | Mach 0,89 | Mach 0,89 | Mach 0,89 | Mach 0,89 | A définir                                   | A définir                                   |
| Distance nécessaire au décollage au MTOW ISA+15 MSL | 2 530 m | 3 570 m | 2 970 m | 2 990 m | 3 380 m | 3 200 m | A définir                                   | A définir                                   |
| Rayon d'action maximal                              | 9 700 km | 14 310 km | 17 370 km | 9 070 km | 11 120 km | 14 690 km | 16 170 km                                   | 13 500 km                                   |
| Kérosène transportable                              | 117 348 ℓ | 171 176 ℓ | 181 283 ℓ | 181 283 ℓ | 171 176 ℓ | 181 283 ℓ | 198 000 ℓ                                   | 198 000 ℓ                                   |
| Plafond                                             | 13 140 m | 13 140 m | 13 140 m | 13 140 m | 13 140 m | 13 140 m | 13 140 m                                    | 13 140 m                                    |
| Réacteurs (x2)                                      | PW 4077 RR 877 GE90-77B | PW 4090 RR 895 GE90-94B | GE90-110B1 GE90-115B1 | GE90-110B1 GE90-115B1 | PW 4098 RR 892 GE90-92B/GE90-94B | GE90-115B1 | GE9X-105B1A                                 | GE9X-105B1A                                 |
| Poussée (x2)                                        | PW: 342 kN RR: 338 kN GE: 342 kN | PW: 400 kN RR: 415 kN GE: 417 kN | GE-110B: 490 kN GE-115B: 514 kN | GE-110B: 490 kN GE-115B: 514 kN | PW: 436 kN RR: 415 kN GE: 409 kN/418 kN | GE: 514 kN | GE: 489 kN                                  | GE: 489 kN                                  |

| Code OACI | Modèles        |
| --------- | -------------- |
| B772      | 777-200/200ER  |
| B77L      | 777-200LR/777F |
| B773      | 777-300        |
| B77W      | 777-300ER      |
| B778      | B777-8         |
| B779      | B777-9         |

## Records
Depuis le salon de Dubaï 2013, l'avion dépasse le Boeing 747 et devient le gros-porteur le plus vendu de l'histoire de l'aviation (1 789 prises de commandes en novembre 2013 contre 1 530 ventes pour le jumbo).
Le 19 mai 2005, un 777-200ER commandé par Air Austral, immatriculé F-OMAY et baptisé « Caribou », motorisé par 2 réacteurs PW 4090 effectua la liaison entre Seattle, aéroport Boeing-Comté de King et Saint-Denis de La Réunion en 19 h 40 min sans escale, soit 17 024 km à vol d'oiseau. Cependant, le commandant de bord n'ayant pas reçu l'autorisation de survoler l'Iran et, par sécurité, ne pouvant pas se trouver à plus de 180 min de vol d'un terrain d'aviation (certification ETOPS-180), il dut établir un plan de vol faisant passer l'avion au-dessus de la France. Il emporta à son bord un total de 43 personnes, dont la majorité étaient des membres du personnel et des collaborateurs de la compagnie. Cette liaison exceptionnelle avait pour objectif de livrer le troisième 777-200ER à la compagnie aérienne, mais également de prouver l'important rayon d'action de cet appareil,.
Les précédents records étaient détenus respectivement par un B777-200ER, un  Airbus A340-200 et Boeing 747-400. Le premier relia en 1997 Seattle et Kuala Lumpur (20 044 km), le second en 1993 joignit le Bourget et Auckland (Nouvelle-Zélande) (19 000 km) dépassant le record établi par le 747 en 1989 : Londres - Sydney 17 000 km.
Le Worldliner est équipé de réservoirs supplémentaires qui lui permettent de desservir sans escale des routes telles que New York-Singapour ou Los Angeles-Dubaï, selon Boeing. Le premier exemplaire du 777-200LR Worldliner fut livré en 2006 à la compagnie Pakistan International Airlines.

## Motorisation
- 777-200 - GE90-77B, PW4077, Trent 877
- 777-200ER - GE90-94B, PW4090, Trent 895
- 777 cargo - GE90-110B1, GE90-115B
- 777-200LR - GE90-110B1, GE90-115B
- 777-300 - GE90-94B, PW4098, Trent 892
- 777-300ER - GE90-115B
- 777-8 -GE9X-105B1A
- 777-9 -GE9X-105B1A

## Galerie

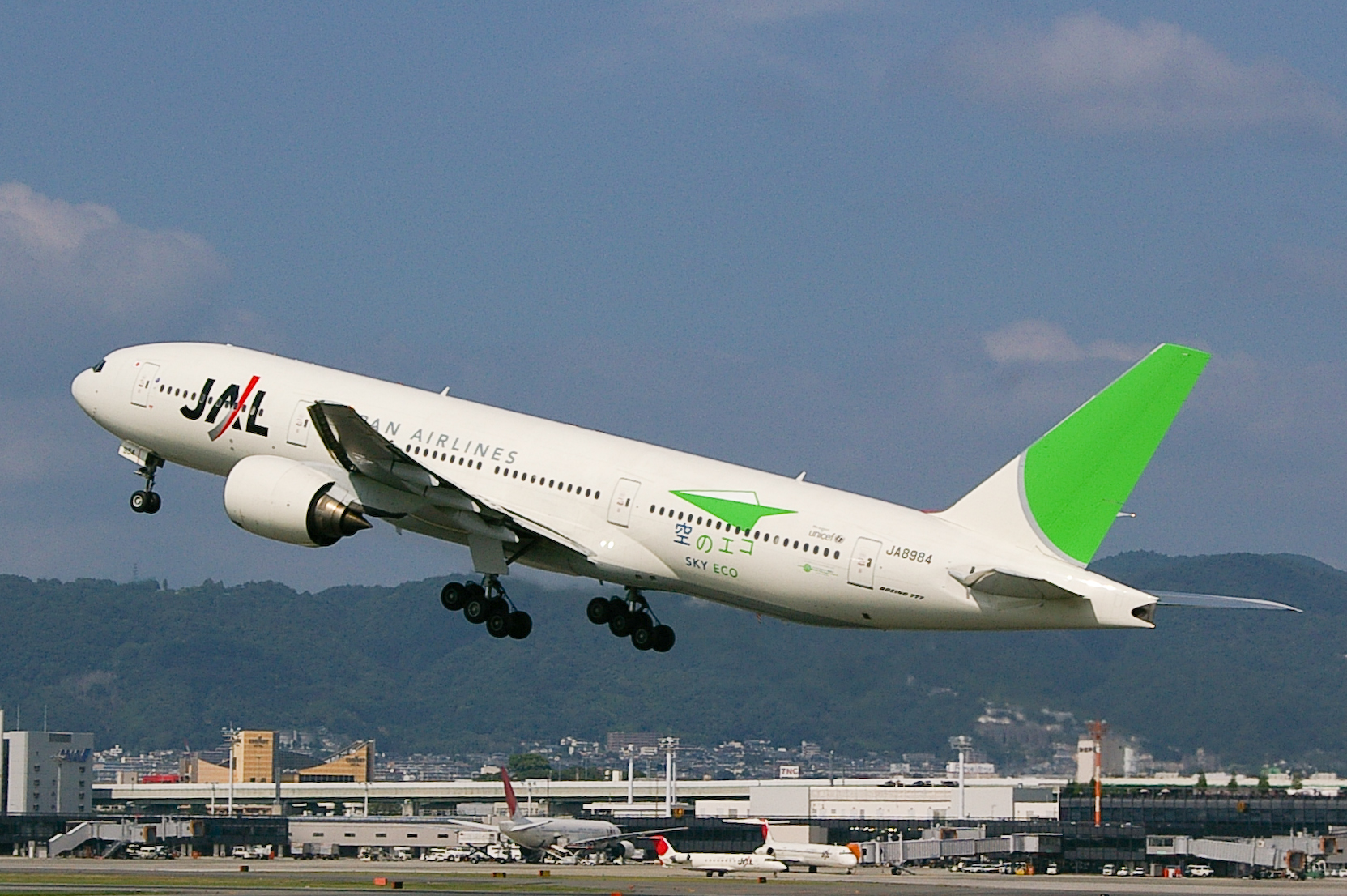
Un ancien Boeing 777-200 de Japan Airlines au décollage.
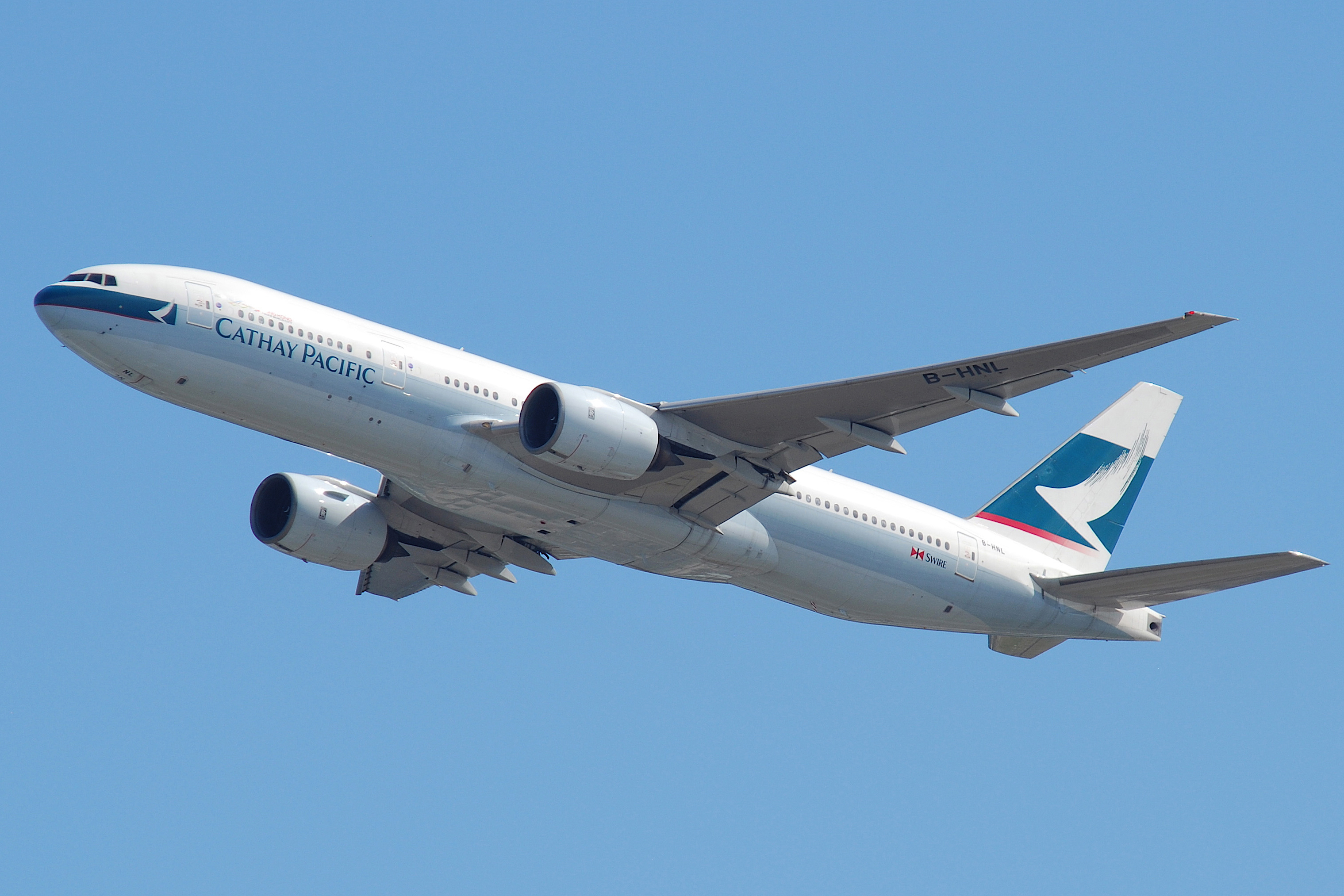
B-HNL, le premier Boeing 777-200 livré à Cathay Pacific, décollant de l'aéroport international de Hong Kong.
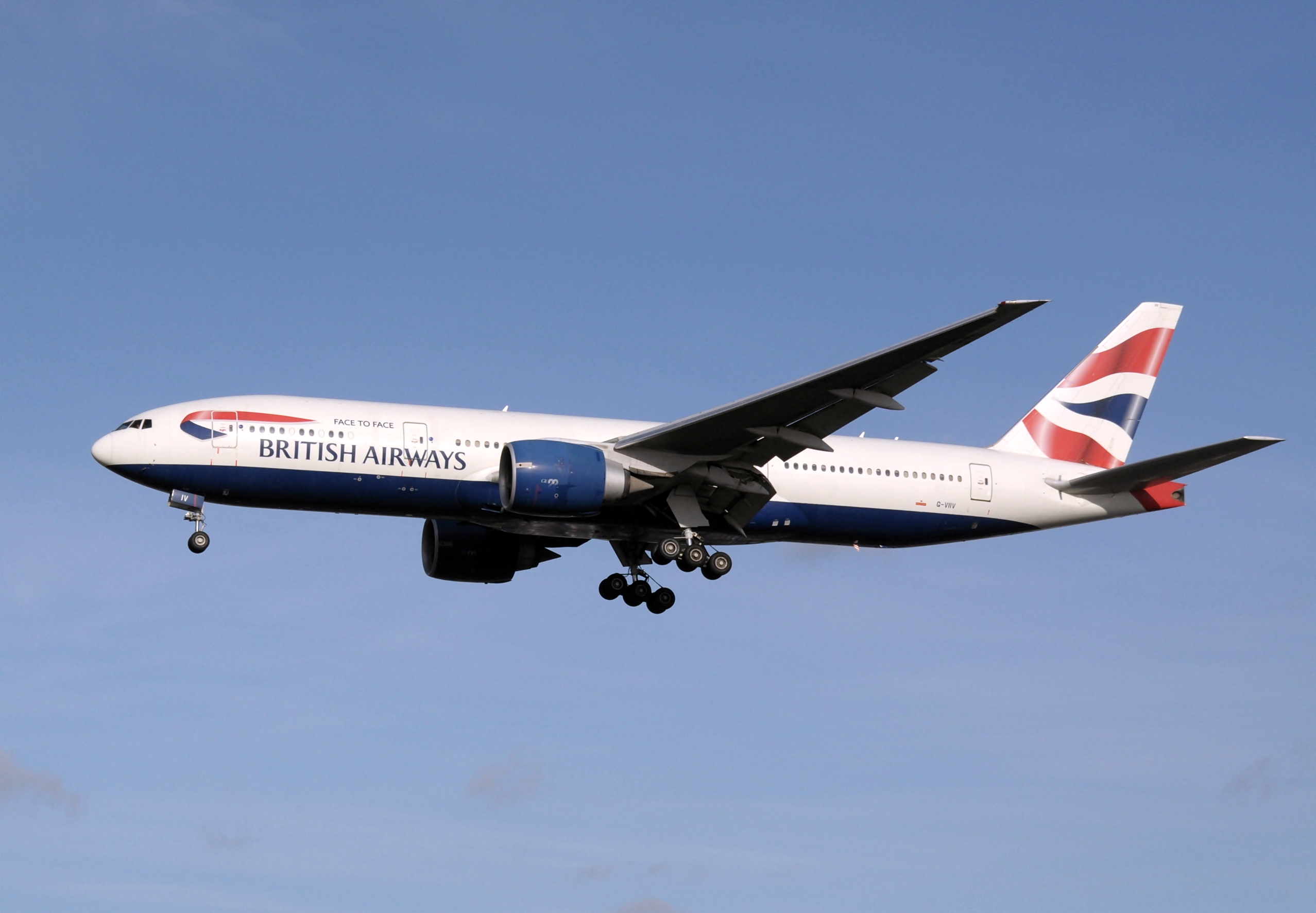
Un Boeing 777-200ER de British Airways en phase d’atterrissage.
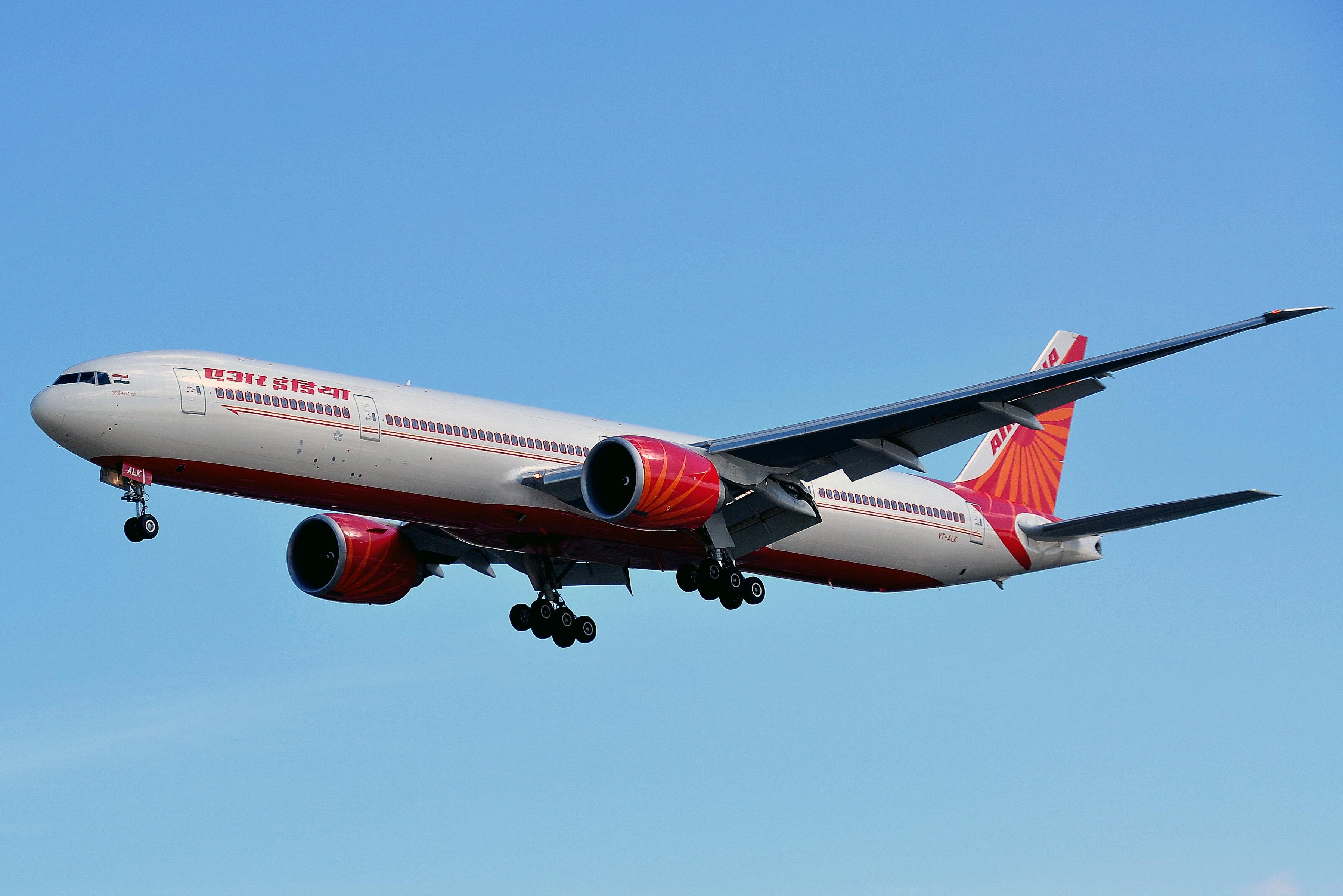
Un Boeing 777-300ER d'Air India en phase d'atterrissage.
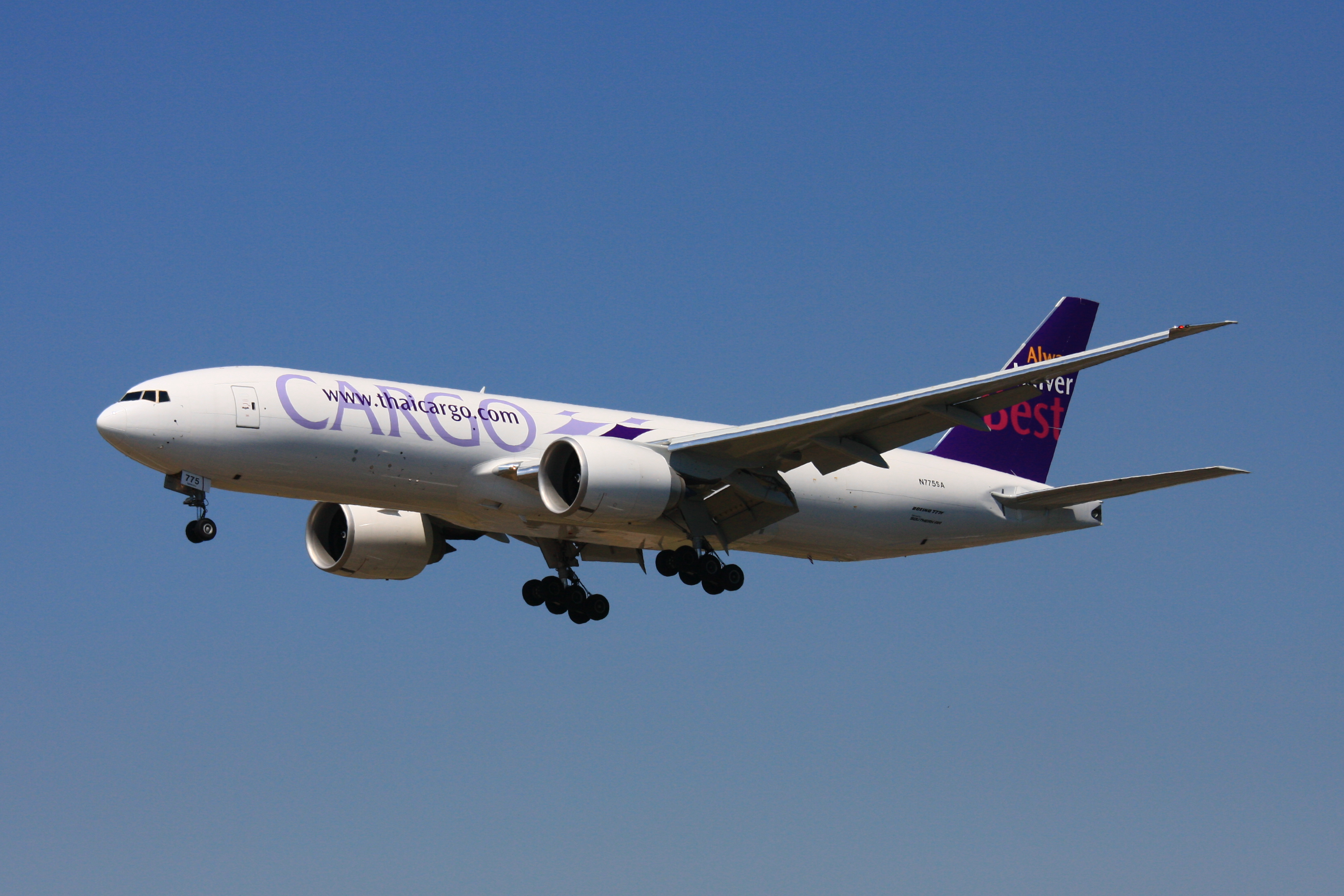
Un Boeing 777 cargo de Thai Cargo en phase d'atterrissage.
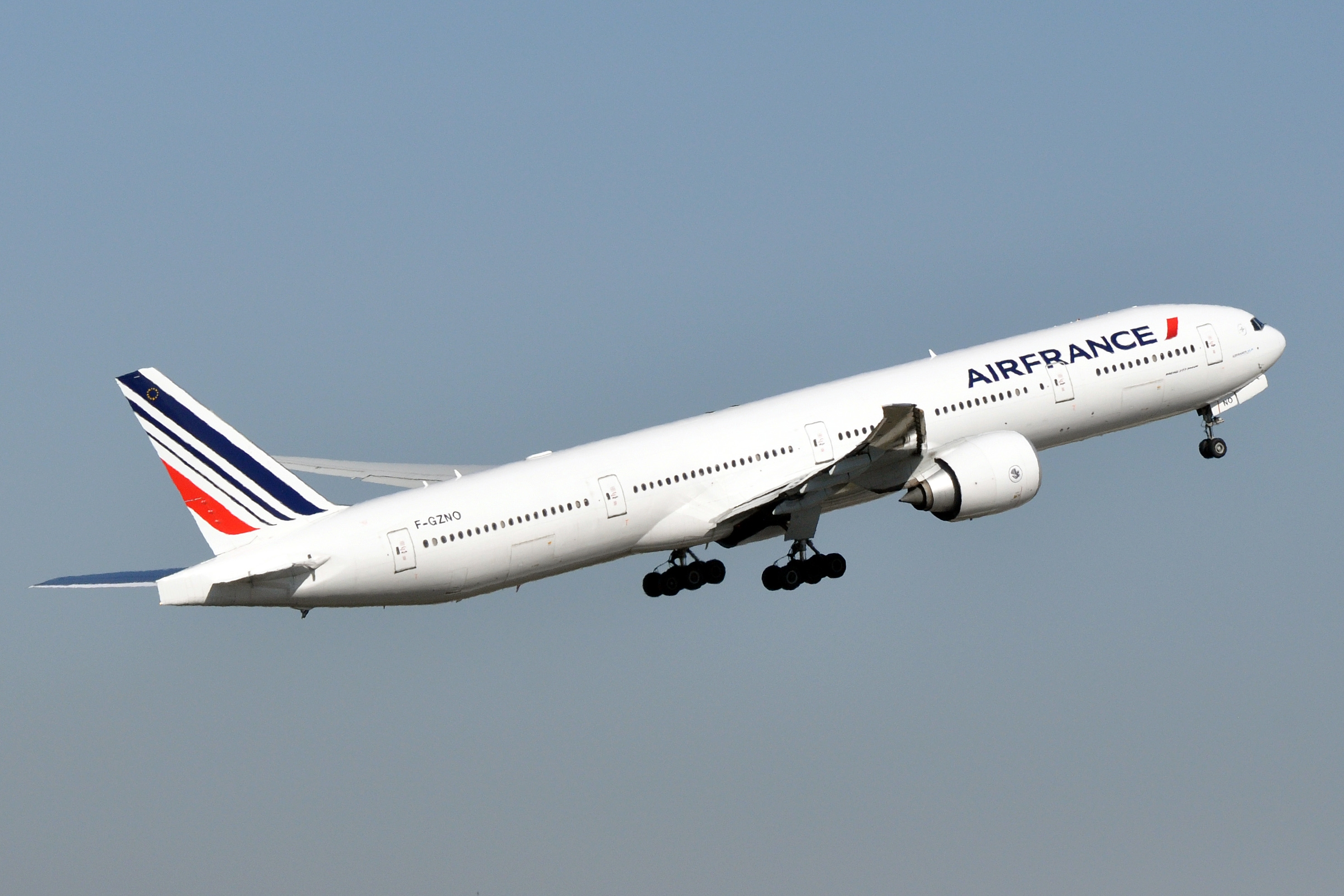
Un Boeing 777-328ER de la compagnie française Air France au moment du décollage.
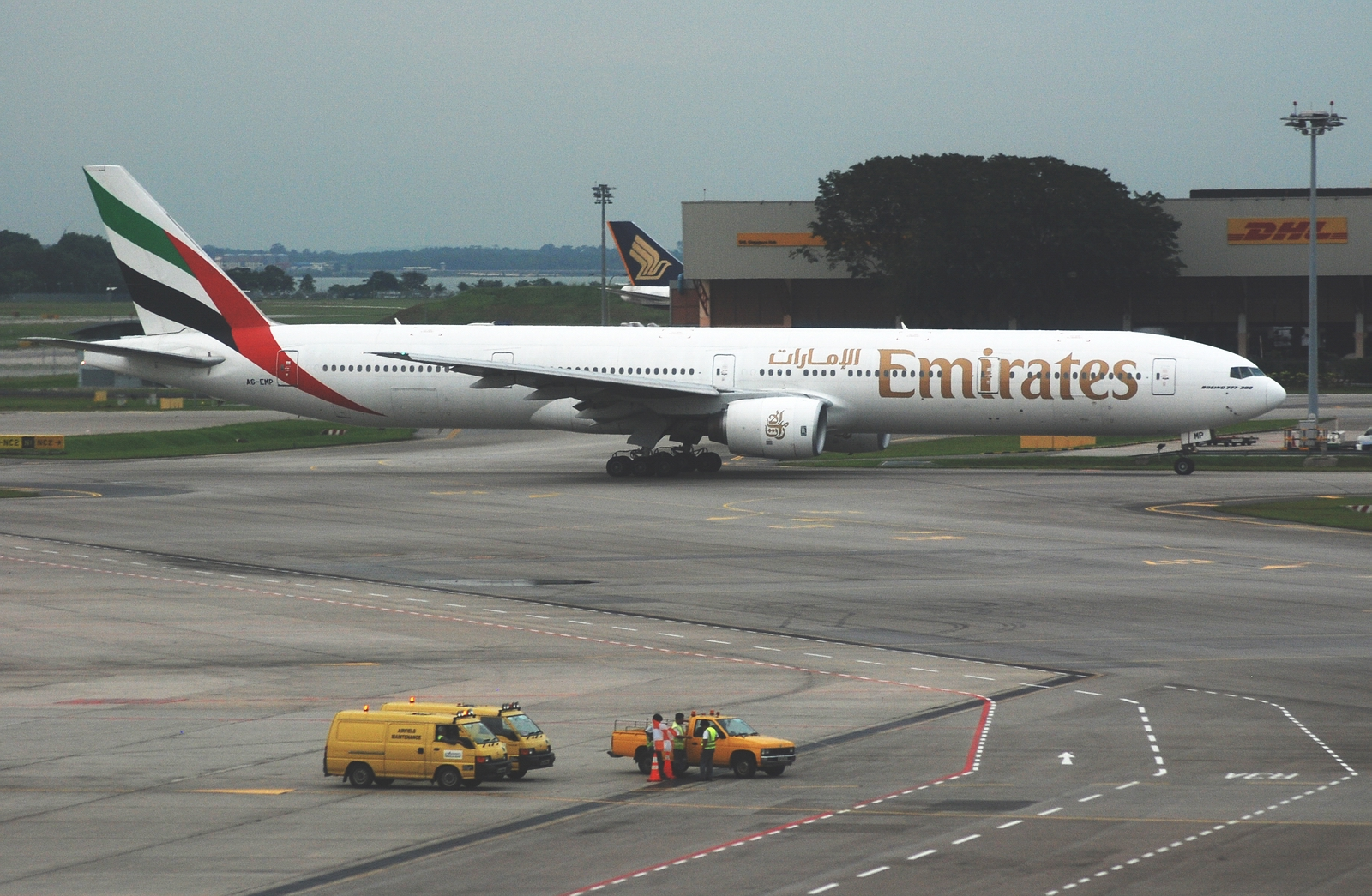
Un Boeing 777-300 de la compagnie aérienneEmirates au stationnement.
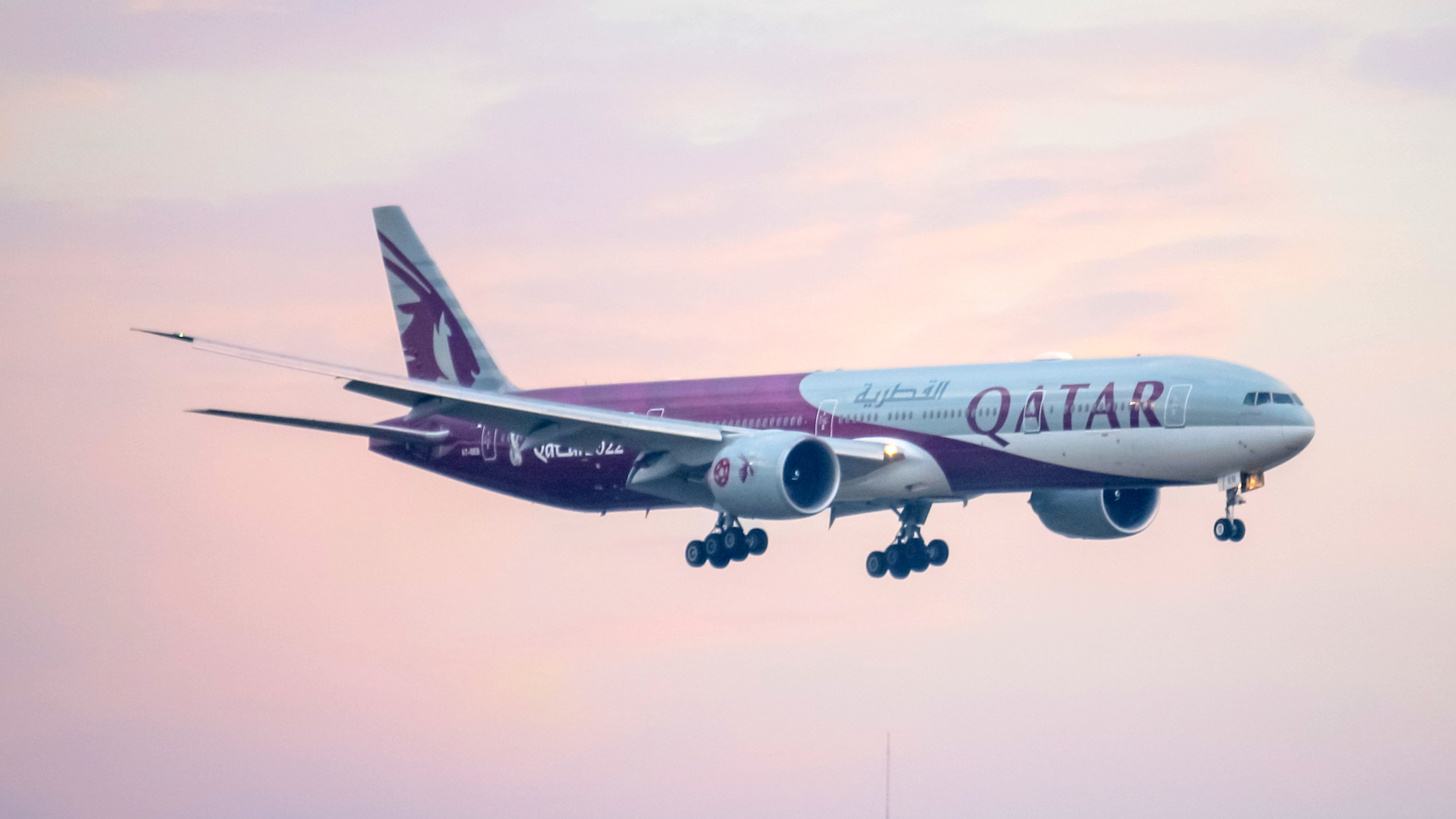
Une livrée de partenariat d'un Boeing 777-3DZ(ER) de Qatar Airways en phase d'atterrissage.